# Représentations diplomatiques de l'Ukraine

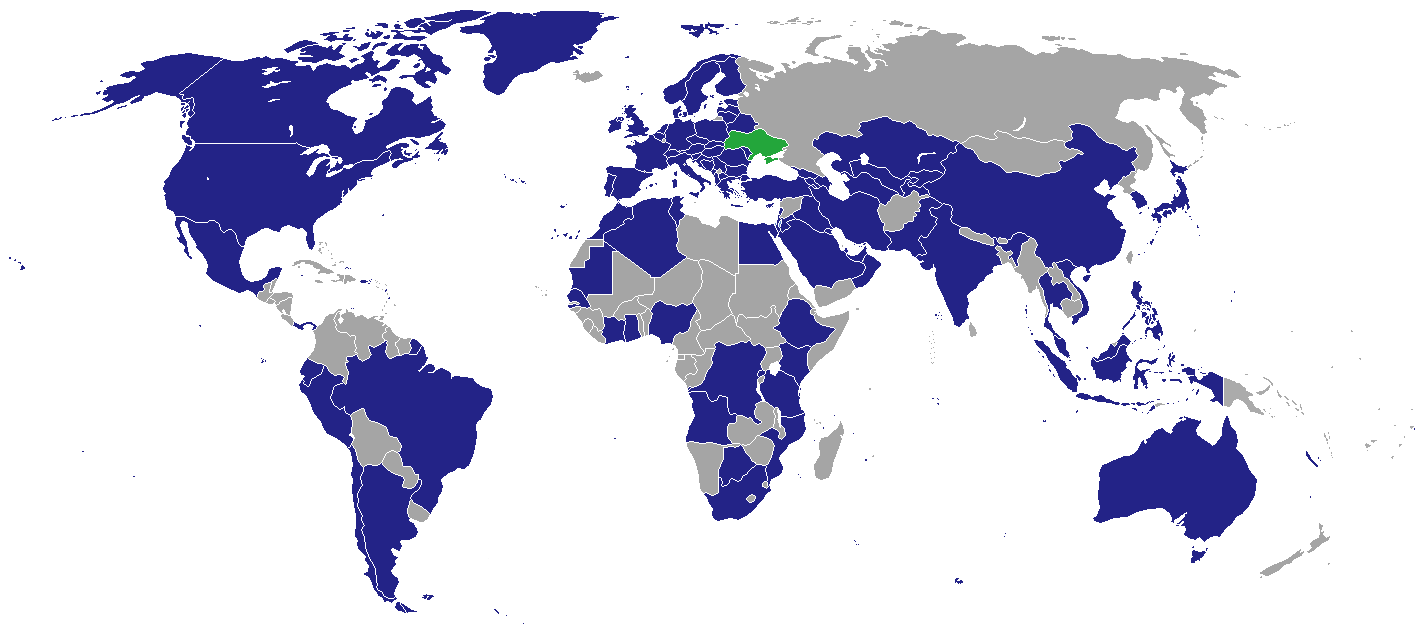
Représentations diplomatiques de l'Ukraine.

Voici les représentations diplomatiques de l'Ukraine à l'étranger :

## Afrique
- Afrique du Sud
  - Pretoria (ambassade)
- Algérie
  - Alger (ambassade)
- Angola
  - Luanda (ambassade)
- Botswana
  - Gaborone (ambassade)
- République démocratique du Congo
  - Kinshasa (ambassade)
- Côte d'Ivoire
  - Abidjan (ambassade)
- Égypte
  - Le Caire (ambassade)
- Éthiopie
  - Addis-Abeba (ambassade)
- Ghana
  - Accra (ambassade)
- Kenya
  - Nairobi (ambassade)
- Maroc
  - Rabat (ambassade)
- Mauritanie
  - Nouakchott (ambassade)
- Mozambique
  - Maputo (ambassade)
- Nigeria
  - Abuja (ambassade)
- Rwanda
  - Kigali (ambassade)
- Sénégal
  - Dakar (ambassade)
- Tanzanie
  - Dar es Salam (ambassade)
- Tunisie
  - Tunis (ambassade)

## Amérique
- Argentine
  - Buenos Aires (ambassade)
- Brésil
  - Brasília (ambassade)
- Canada
  - Ottawa (ambassade)
  - Edmonton (consulat général)
  - Toronto (consulat général)
- Chili
  - Santiago (ambassade)
- Cuba
  - La Havane (ambassade)
- Mexique
  - Mexico (ambassade)
- États-Unis
  - Washington (ambassade)
  - Chicago (consulat général)
  - New York (consulat général)
  - San Francisco (consulat général)
- Pérou
  - Lima (ambassade)

## Asie
- Arménie
  - Erevan (ambassade)
- Azerbaïdjan
  - Bakou (ambassade)
- Arabie saoudite
  - Riyad (ambassade)
- Chine
  - Pékin (ambassade)
  - Canton (consulat général)
  - Shanghai (consulat général)
- Corée du Sud
  - Séoul (ambassade)
- Émirats arabes unis
  - Abou Dabi (ambassade)
- Géorgie
  - Tbilissi (ambassade)
  - Batoumi (consulat général)
- Inde
  - New Delhi (ambassade)
- Indonésie
  - Jakarta (ambassade)
- Irak
  - Bagdad (ambassade)
- Iran
  - Téhéran (ambassade)
- Israël
  - Tel Aviv (ambassade)
  - Haïfa (consulat général)
- Japon
  - Tokyo (ambassade)
- Jordanie
  - Amman (ambassade)
- Kazakhstan
  - Noursoultan (ambassade)
  - Almaty (consulat général)
- Kirghizistan
  - Bichkek (ambassade)
- Koweït
  - Koweït (ambassade)
- Liban
  - Beyrouth (ambassade)
- Malaisie
  - Kuala Lumpur (ambassade)
- Oman
  - Mascate (ambassade)
- Ouzbékistan
  - Tachkent (ambassade)
- Pakistan
  - Islamabad (ambassade)
- Palestine
  - Ramallah (bureau de représentation)
- Philippines
  - Manille (ambassade)
- Qatar
  - Doha (ambassade)
- Singapour
  - Singapour (ambassade)
- Tadjikistan
  - Douchanbé (ambassade)
- Thaïlande
  - Bangkok (ambassade)
- Turkménistan
  - Achgabat (ambassade)
- Turquie
  - Ankara (ambassade)
  - Istanbul (consulat général)
- Vietnam
  - Hanoï (ambassade)

## Europe
- Albanie
  - Tirana (ambassade)
- Allemagne
  - Berlin (ambassade)
  - Francfort (consulat général)
  - Hambourg (consulat général)
  - Munich (consulat général)
- Autriche
  - Vienne (ambassade)
- Belgique
  - Bruxelles (ambassade)
- Biélorussie
  - Minsk (ambassade)
  - Brest (consulat général)
- Bosnie-Herzégovine
  - Sarajevo (ambassade)
- Bulgarie
  - Sofia (ambassade)
  - Varna (consulat général)
- Chypre
  - Nicosie (ambassade)
- Croatie
  - Zagreb (ambassade)
- Danemark
  - Copenhague (ambassade)
- Espagne
  - Madrid (ambassade)
  - Barcelone (consulat général)
  - Malaga (consulat)
- Estonie
  - Tallinn (ambassade)
- Finlande
  - Helsinki (ambassade)
- France
  - Paris (ambassade)
  - Marseille (consulat)
- Grèce
  - Athènes (ambassade)
  - Thessalonique (consulat général)
- Hongrie
  - Budapest (ambassade)
  - Nyíregyháza (consulat général)
- Irlande
  - Dublin (ambassade)
- Italie
  - Rome (ambassade)
  - Milan (consulat général)
  - Naples (consulat général)
- Lettonie
  - Riga (ambassade)
- Lituanie
  - Vilnius (ambassade)
- Macédoine du Nord
  - Skopje (ambassade)
- Moldavie
  - Chişinău (ambassade)
  - Bălţi (consulat)
- Monténégro
  - Podgorica (ambassade)
- Norvège
  - Oslo (ambassade)
- Pays-Bas
  - La Haye (ambassade)
- Pologne
  - Varsovie (ambassade)
  - Cracovie (consulat général)
  - Gdańsk (consulat général)
  - Lublin (consulat général)
- Portugal
  - Lisbonne (ambassade)
  - Porto (consulat)
- Roumanie
  - Bucarest (ambassade)
  - Suceava (consulat général)
- Royaume-Uni
  - Londres (ambassade)
  - Édimbourg (consulat général)
- Serbie
  - Belgrade (ambassade)
- Slovaquie
  - Bratislava (ambassade)
  - Prešov (consulat général)
- Slovénie
  - Ljubljana (ambassade)
- Suède
  - Stockholm (ambassade)
- Suisse
  - Berne (ambassade)
- Tchéquie
  - Prague (ambassade)
  - Brno (consulat)
- Vatican
  - Rome (ambassade)

## Océanie
- Australie
  - Canberra (ambassade)

## Organisations internationales
- Bruxelles  (mission permanente auprès de l'Union européenne)
- Genève  (mission permanente auprès de l'Organisation des Nations unies)
- Minsk (mission permanente auprès de la Communauté des États indépendants)
- New York (mission permanente auprès de l'Organisation des Nations unies)
- Paris (mission permanente auprès de l'UNESCO)
- Strasbourg (mission permanente auprès du Conseil de l'Europe)
- Vienne (mission permanente auprès de l'Organisation des Nations unies)

## Galerie

Ambassade à Athènes.
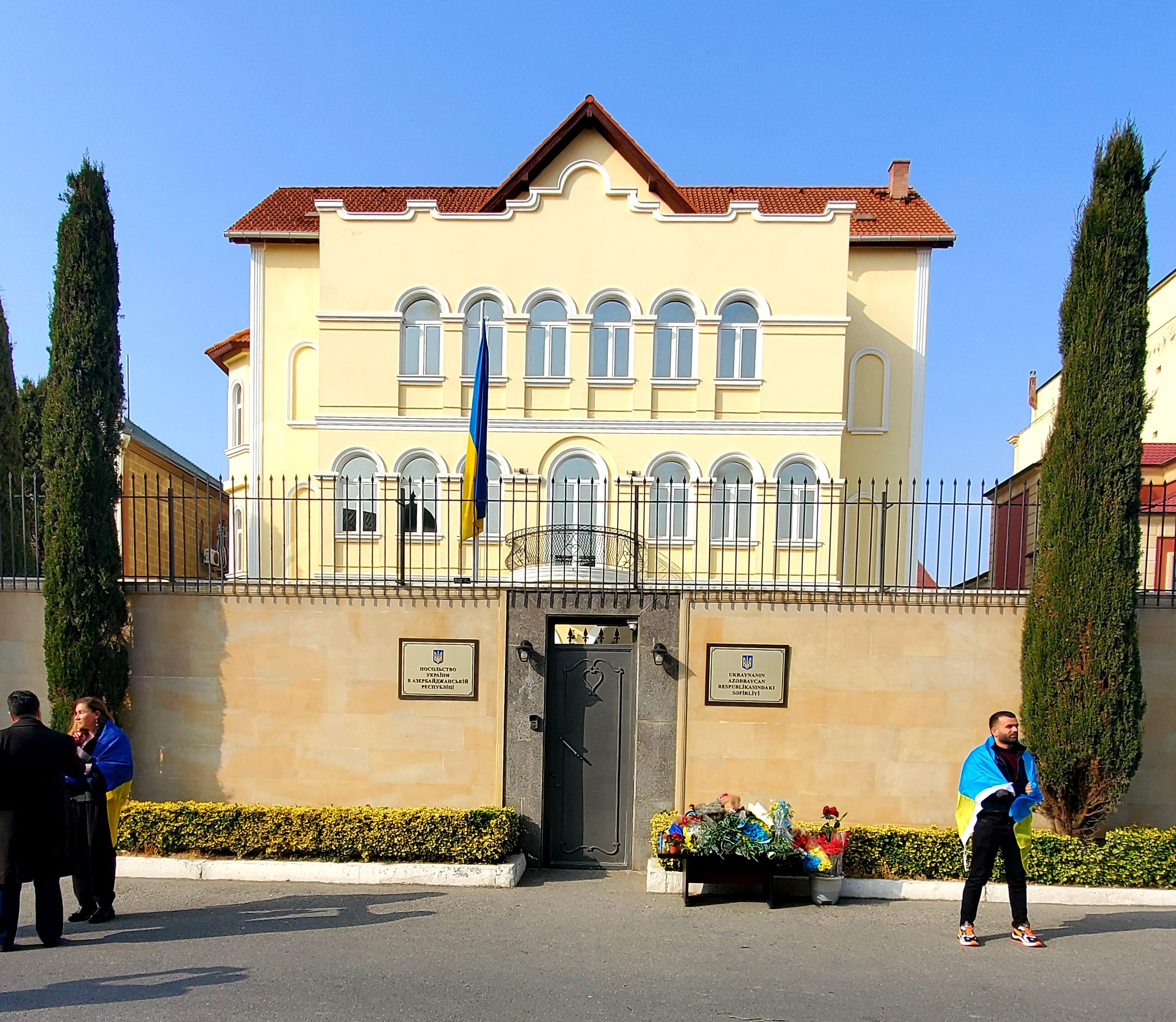
Ambassade à Bakou.
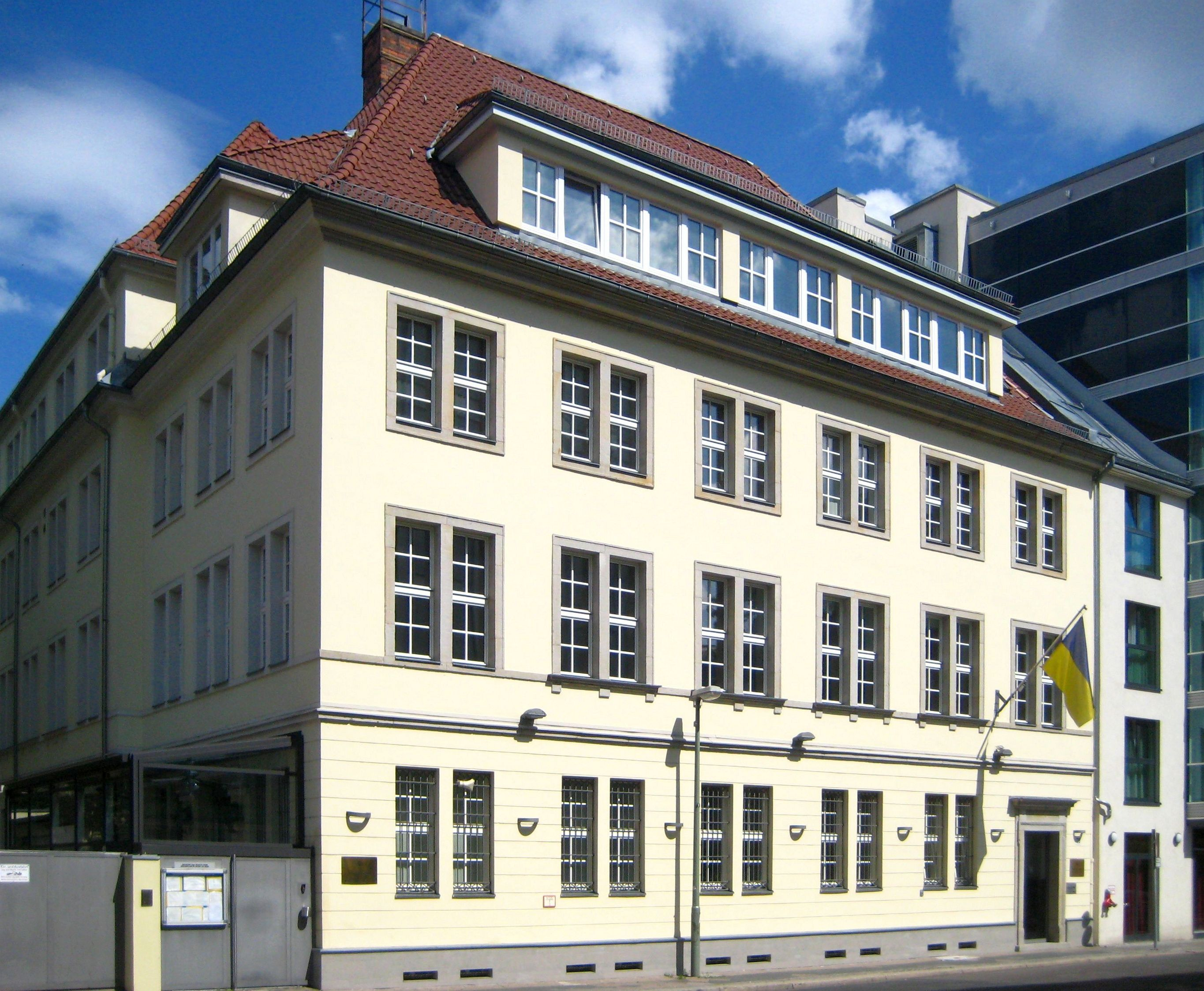
Ambassade à Berlin.
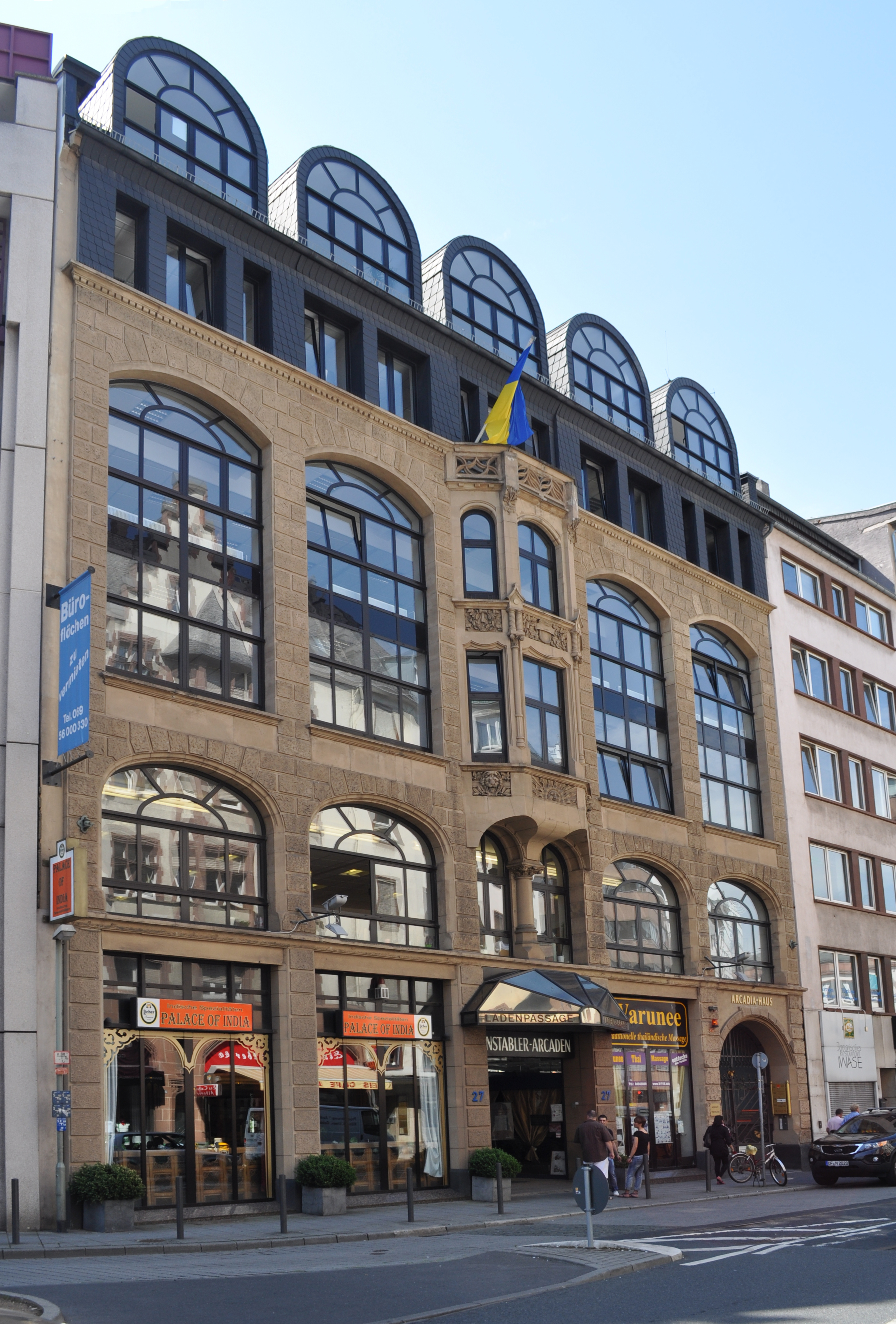
Consulat général à Francfort.
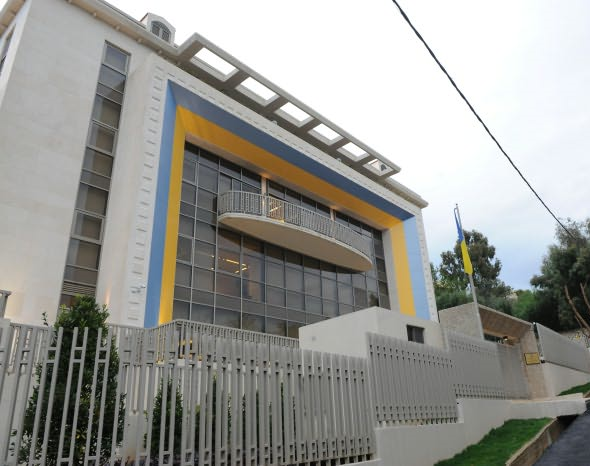
Ambassade à Beyrouth.
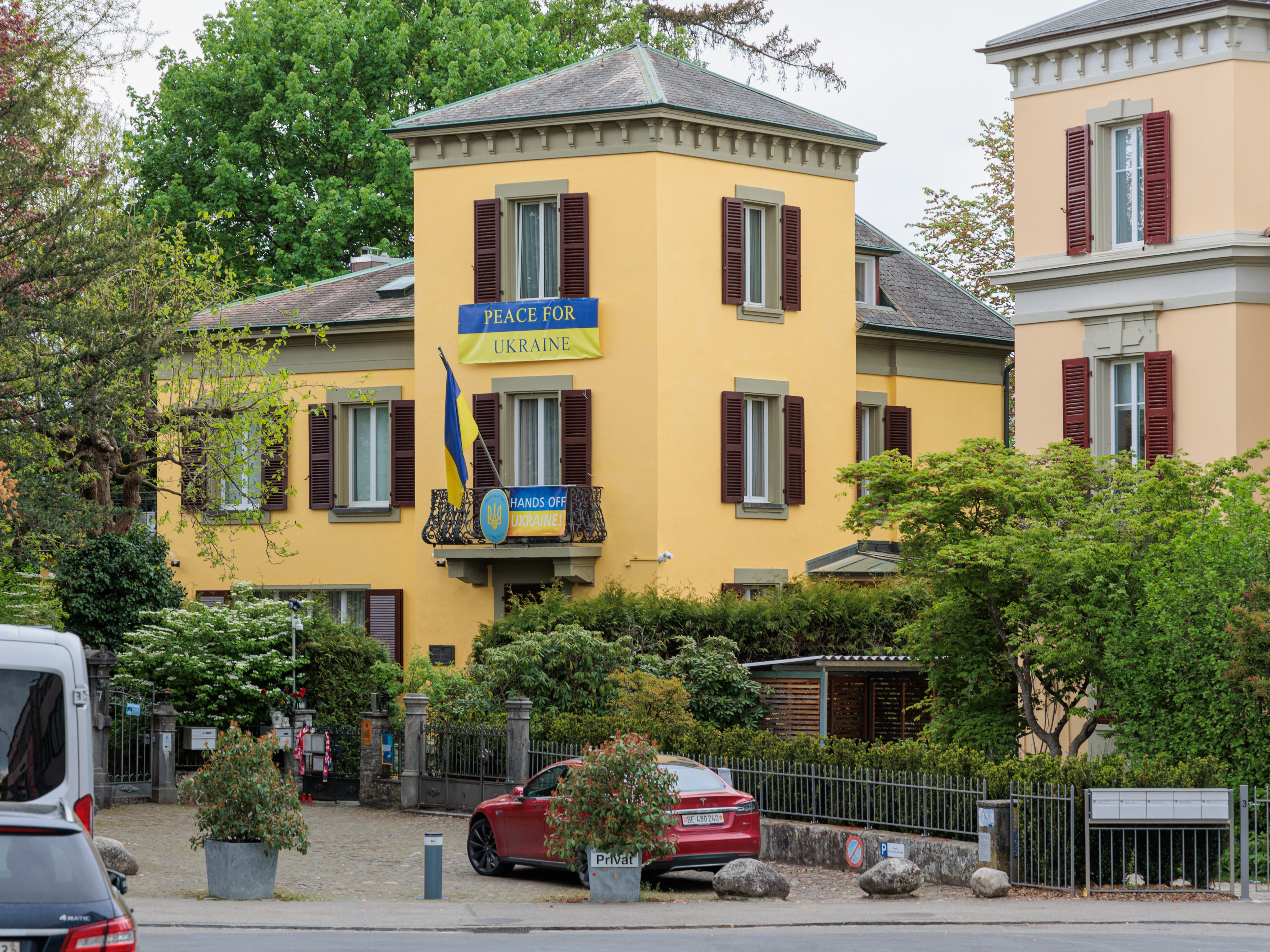
Ambassade à Berne.
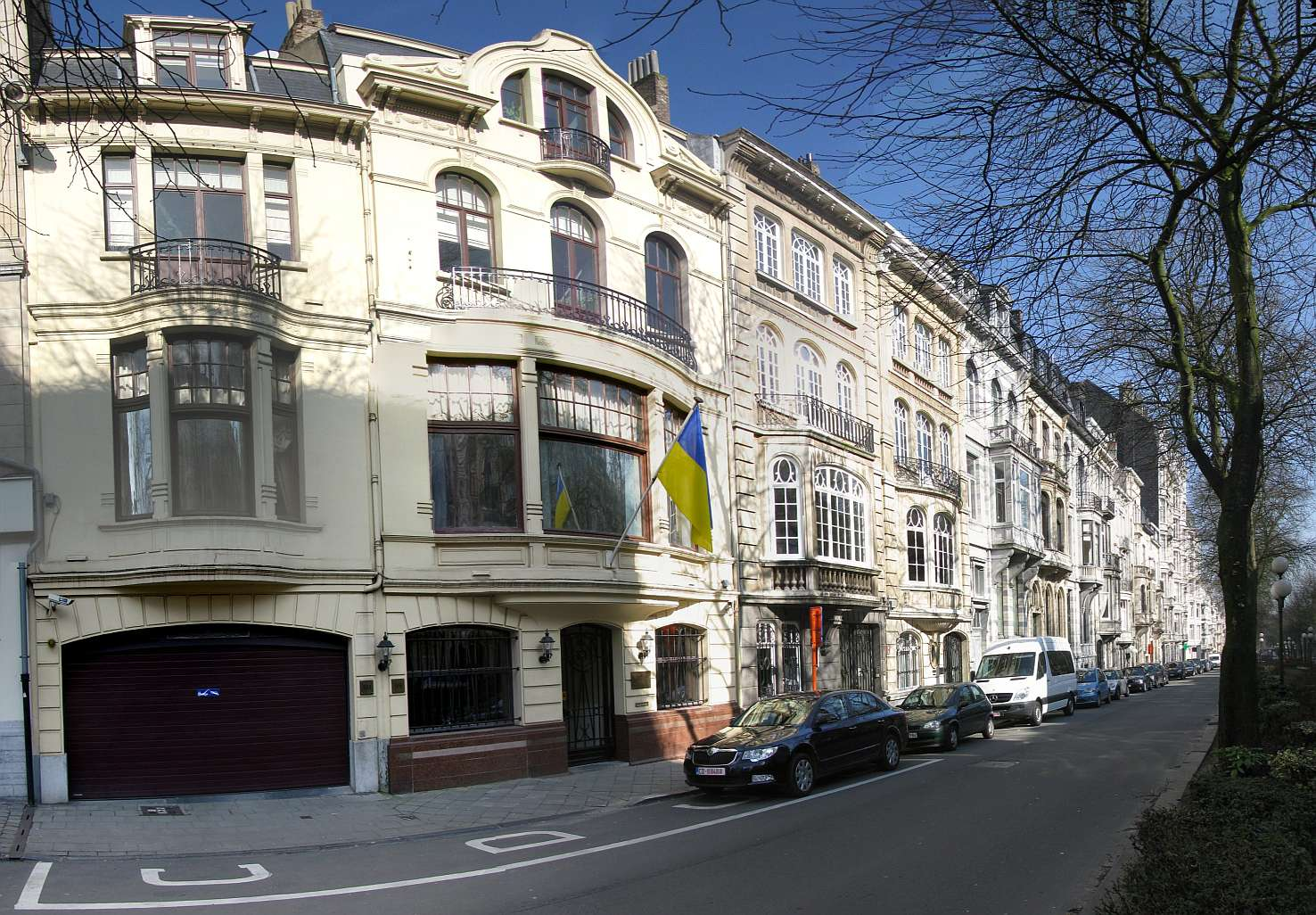
Mission permanente auprès de l'Union européenne à Bruxelles.
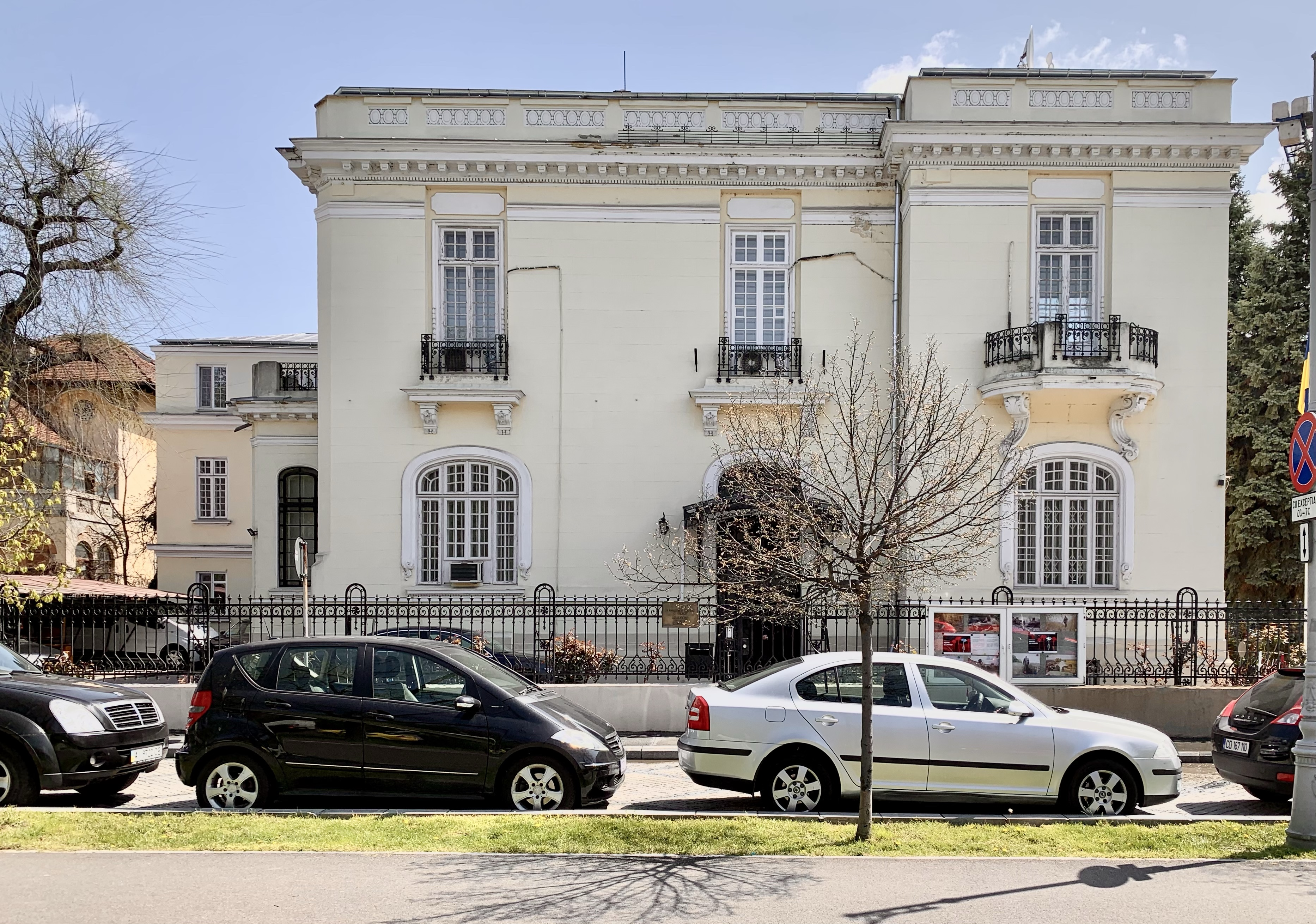
Ambassade à Bucarest.
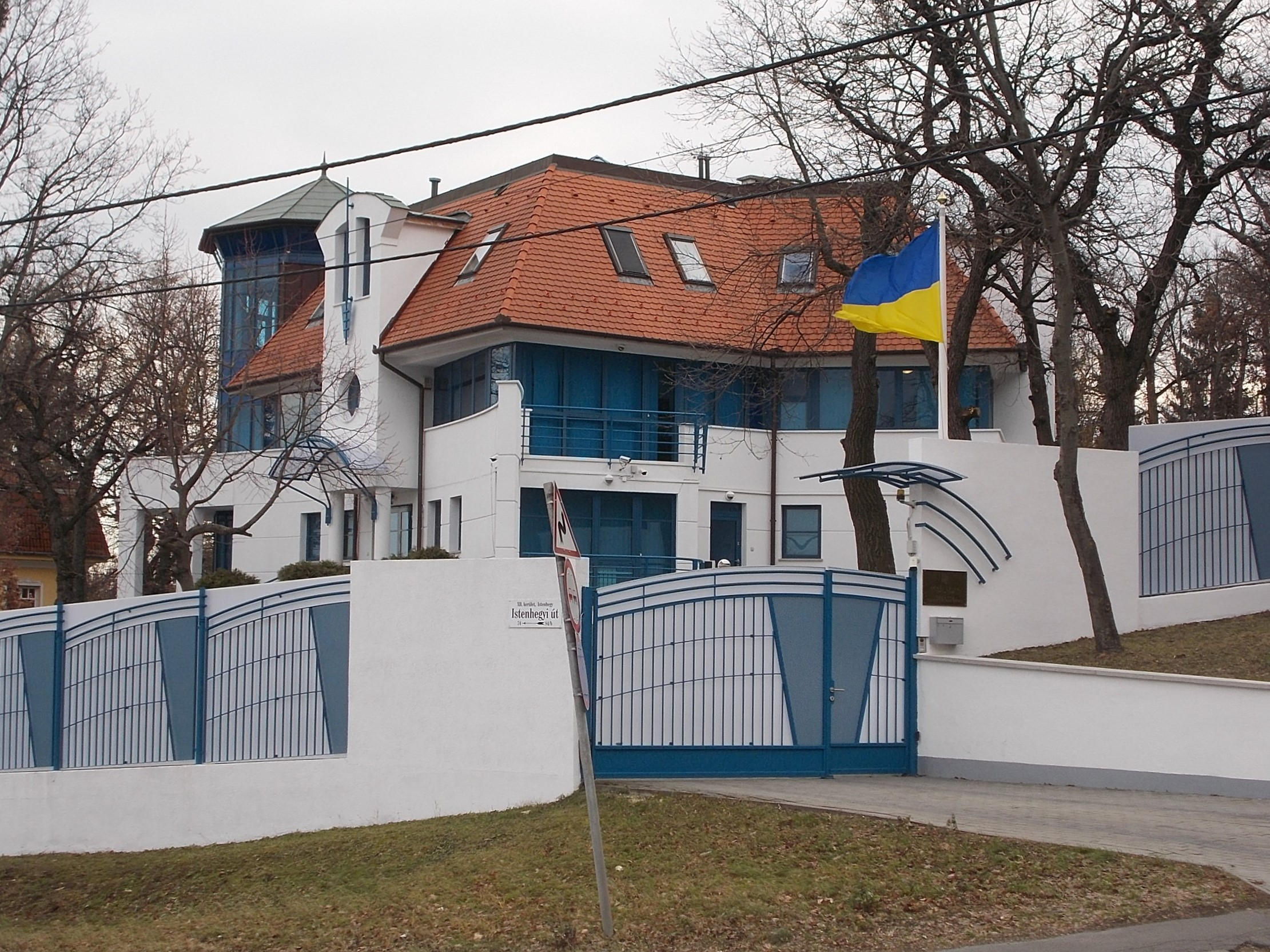
Ambassade à Budapest.
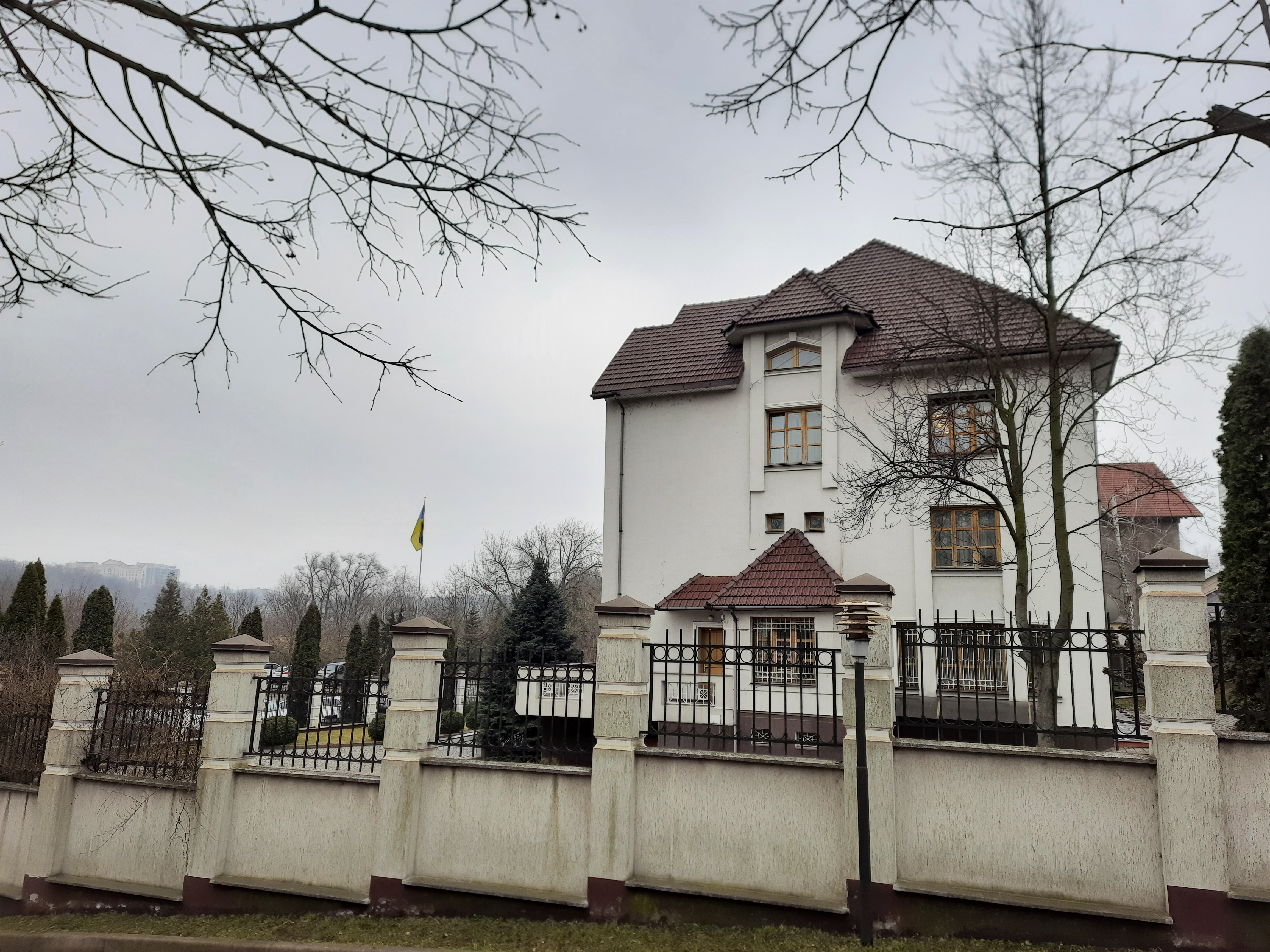
Ambassade à Chişinău.
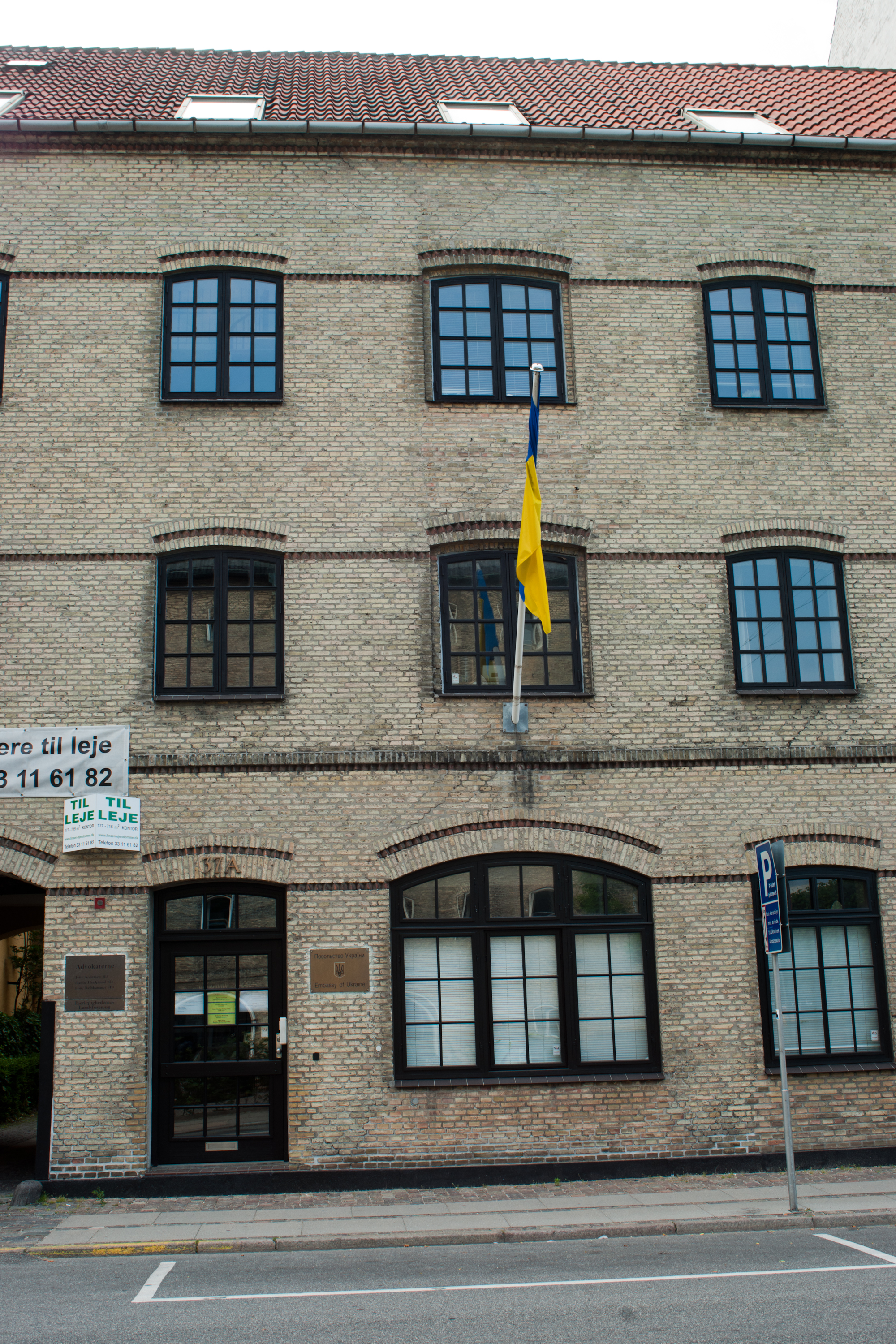
Ambassade à Copenhague.
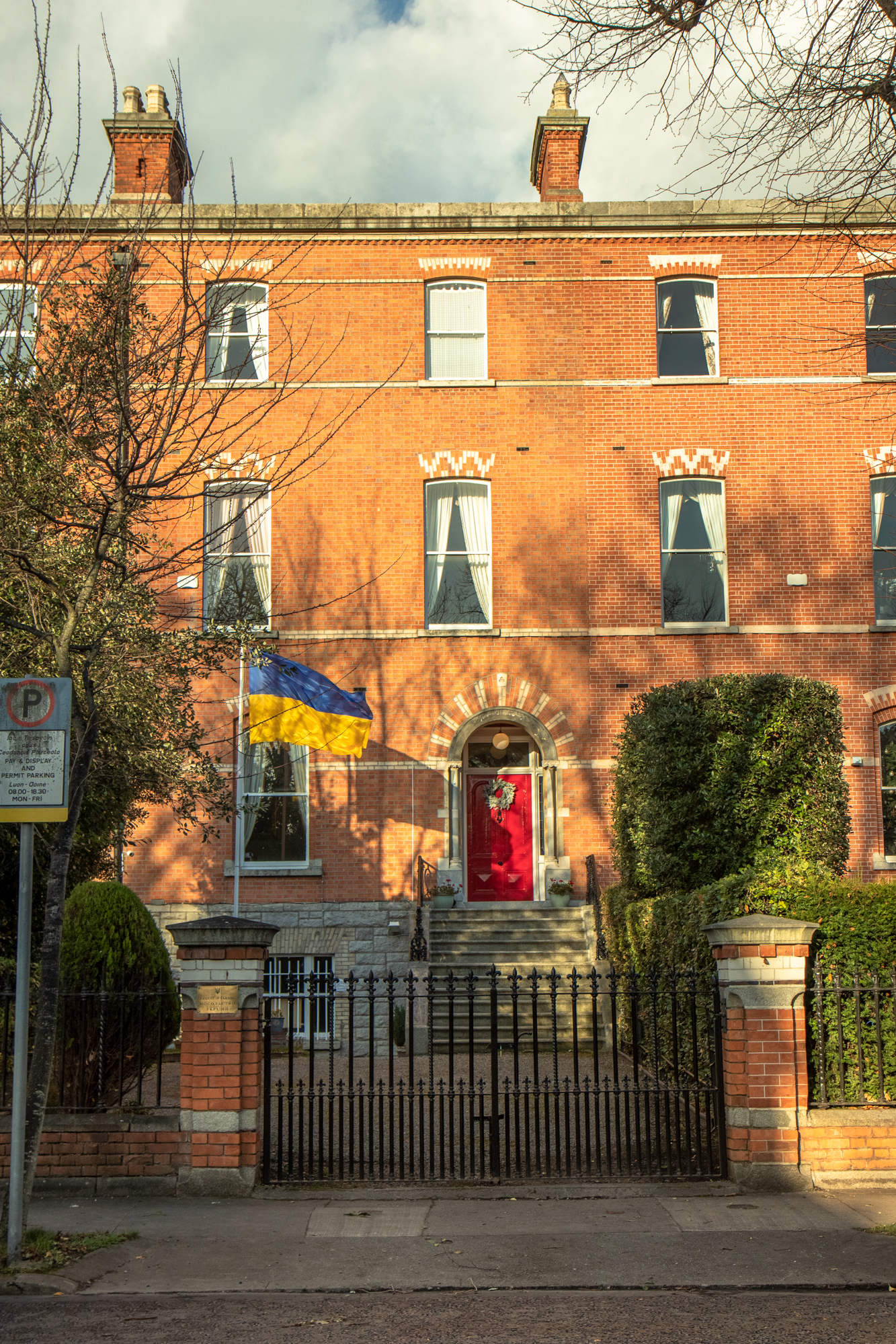
Ambassade à Dublin.
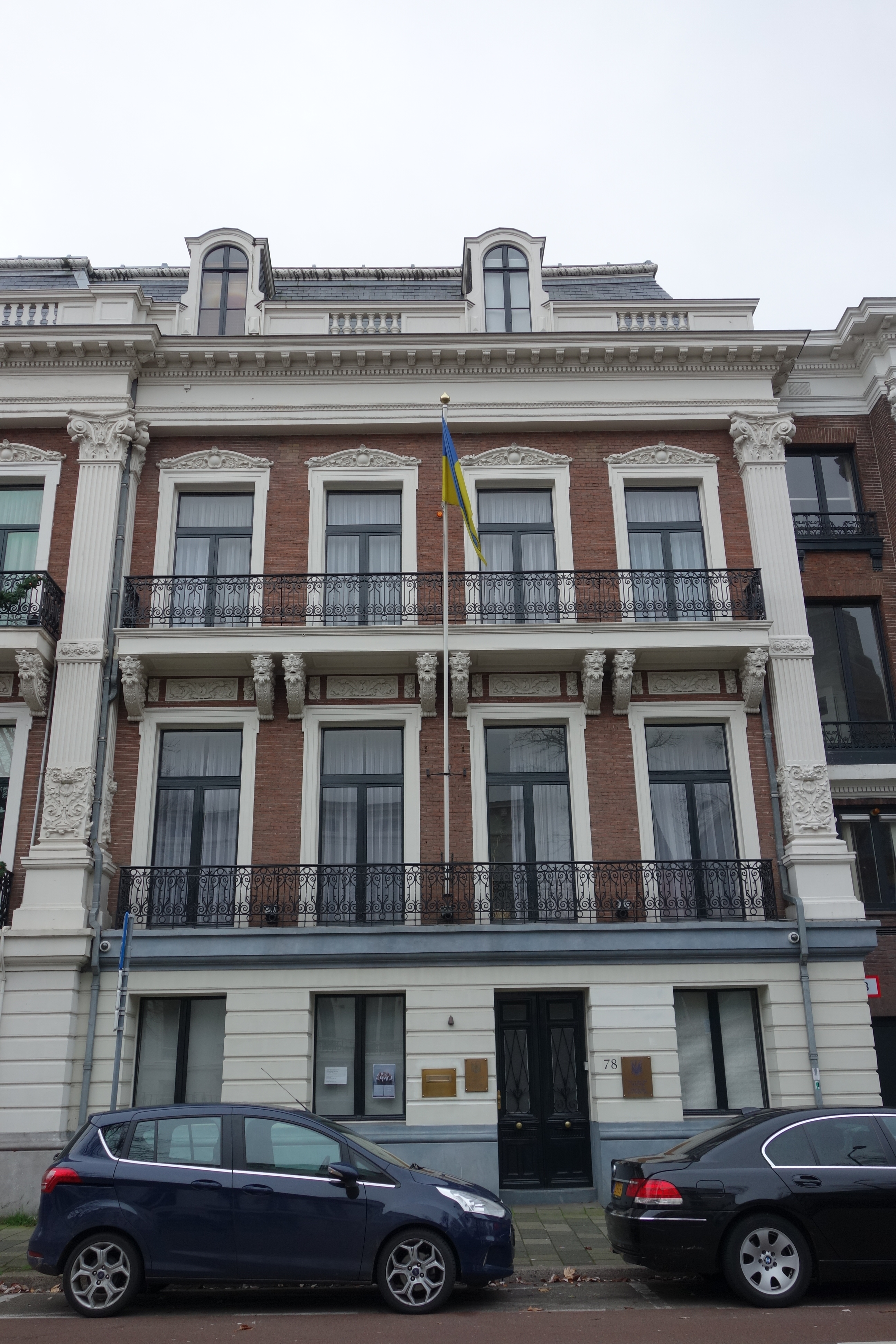
Ambassade à La Haye.
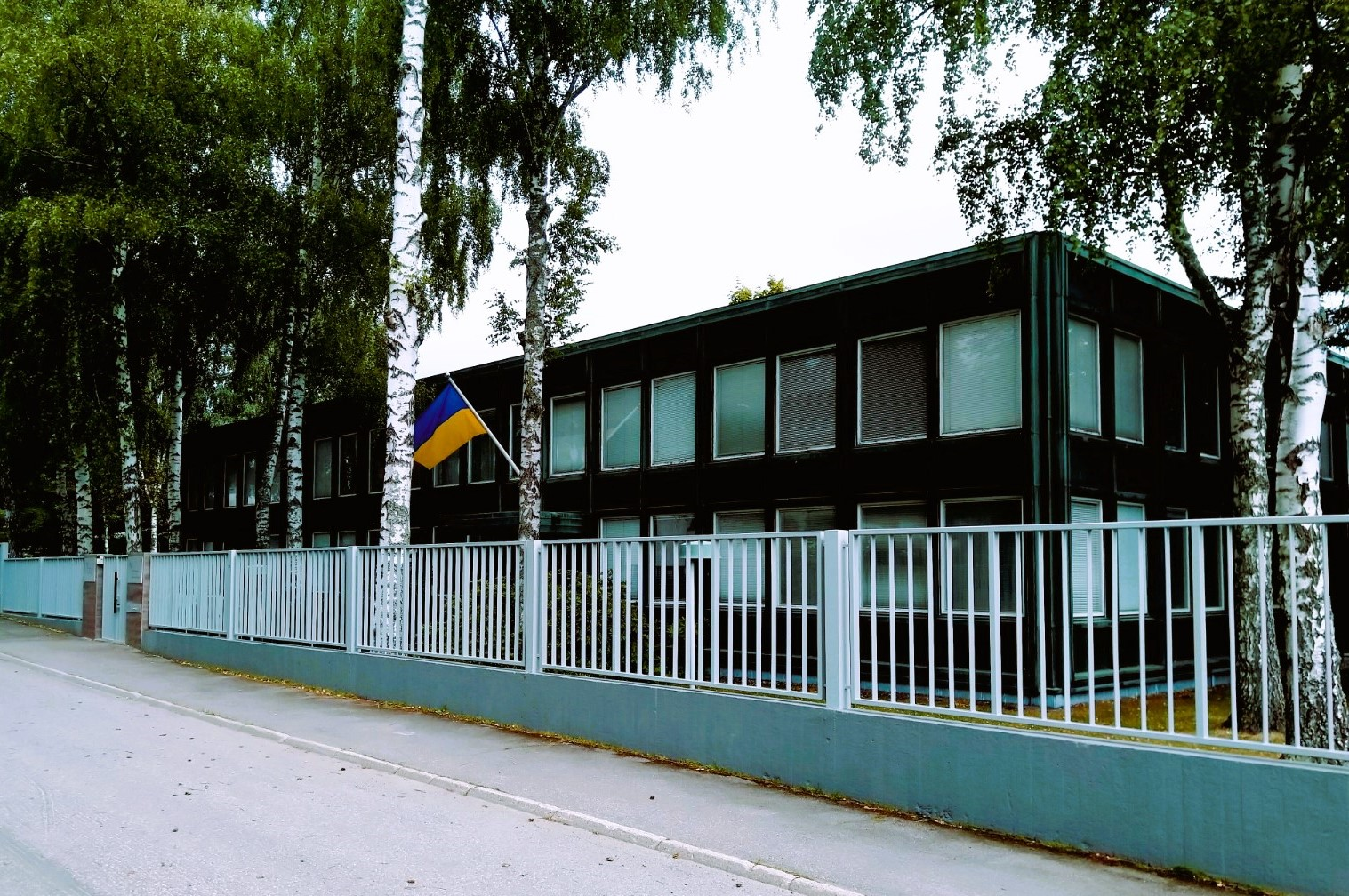
Ambassade à Helsinki.
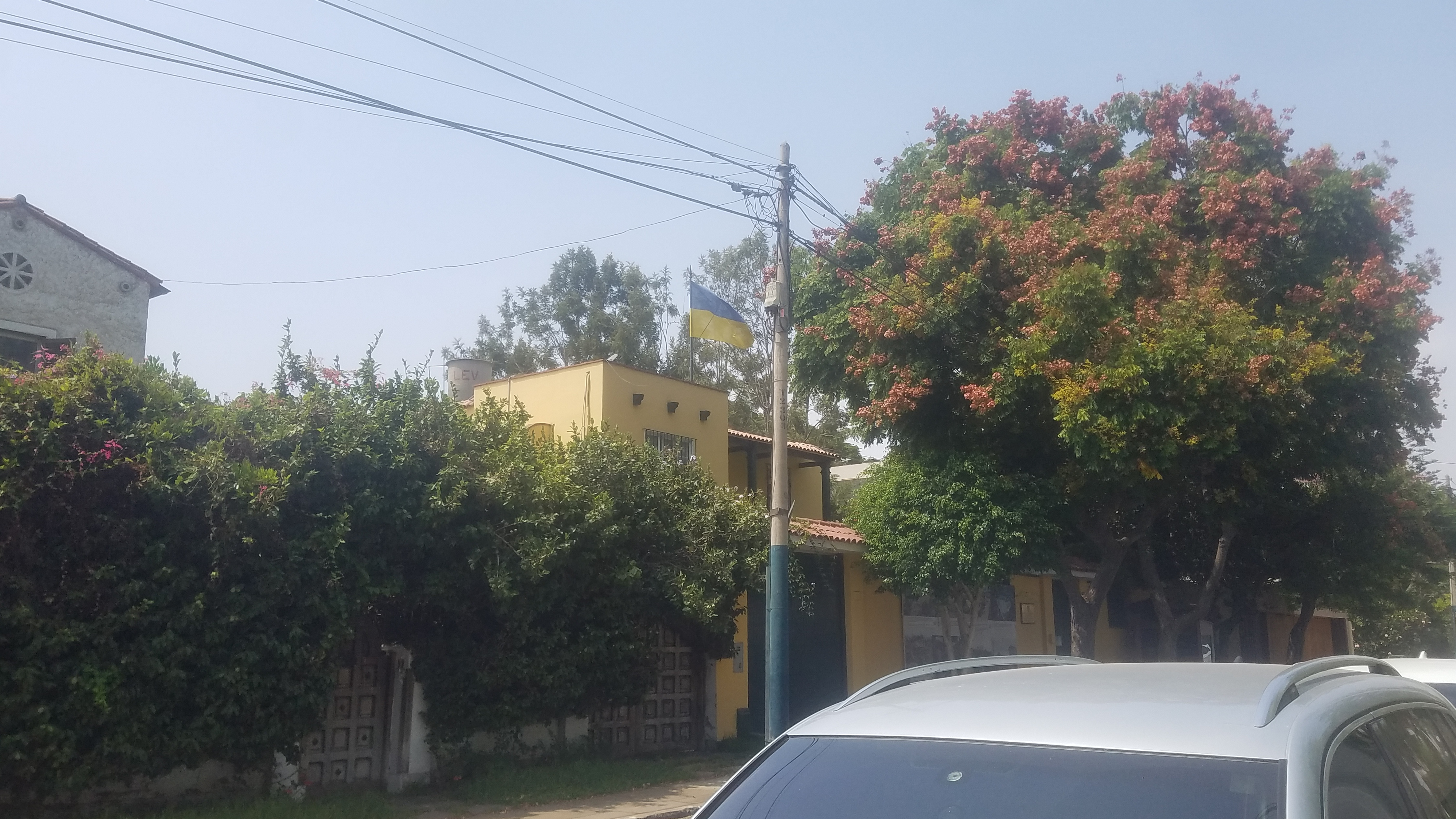
Ambassade à Lima.
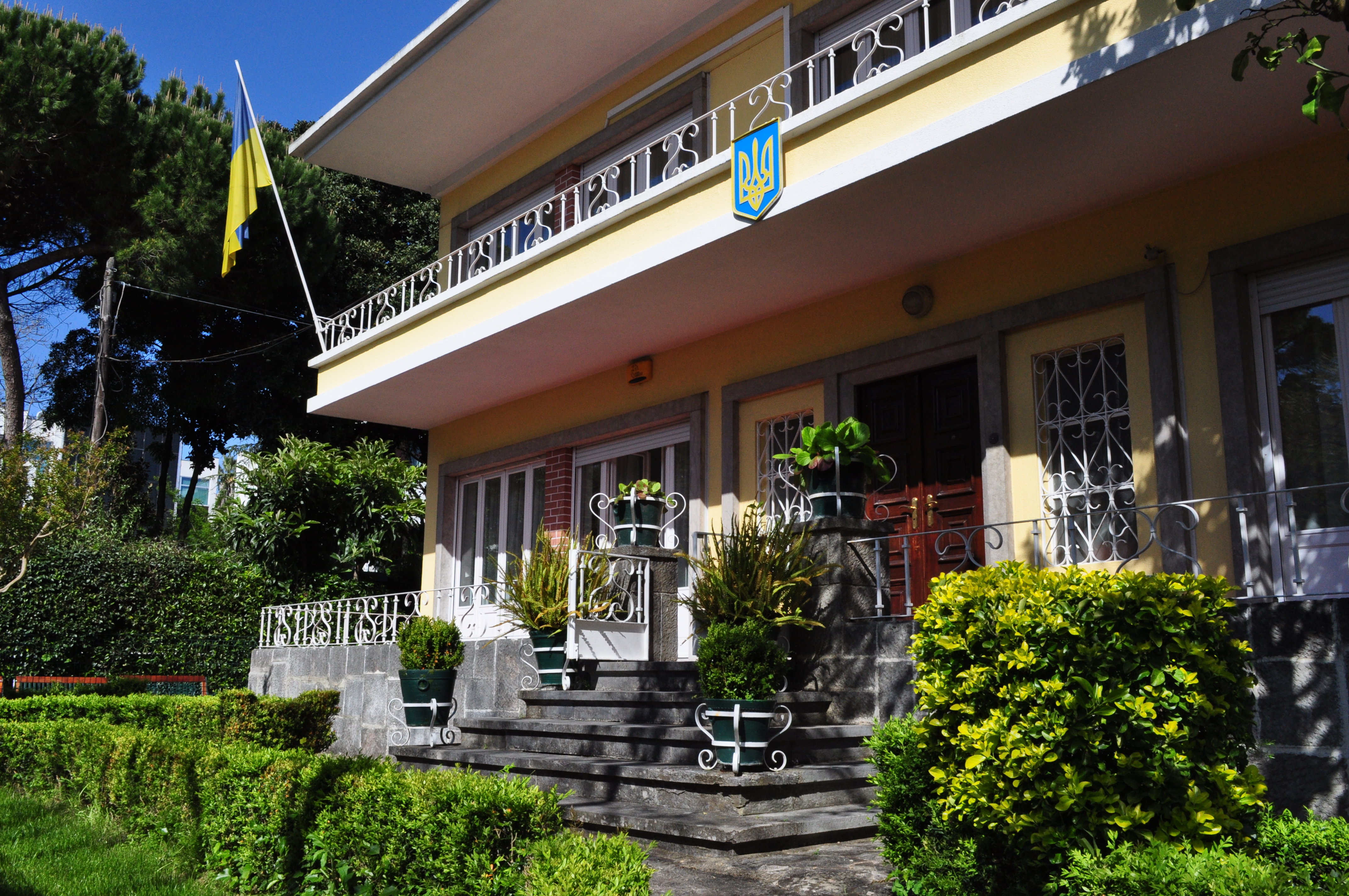
Ambassade à Lisbonne.
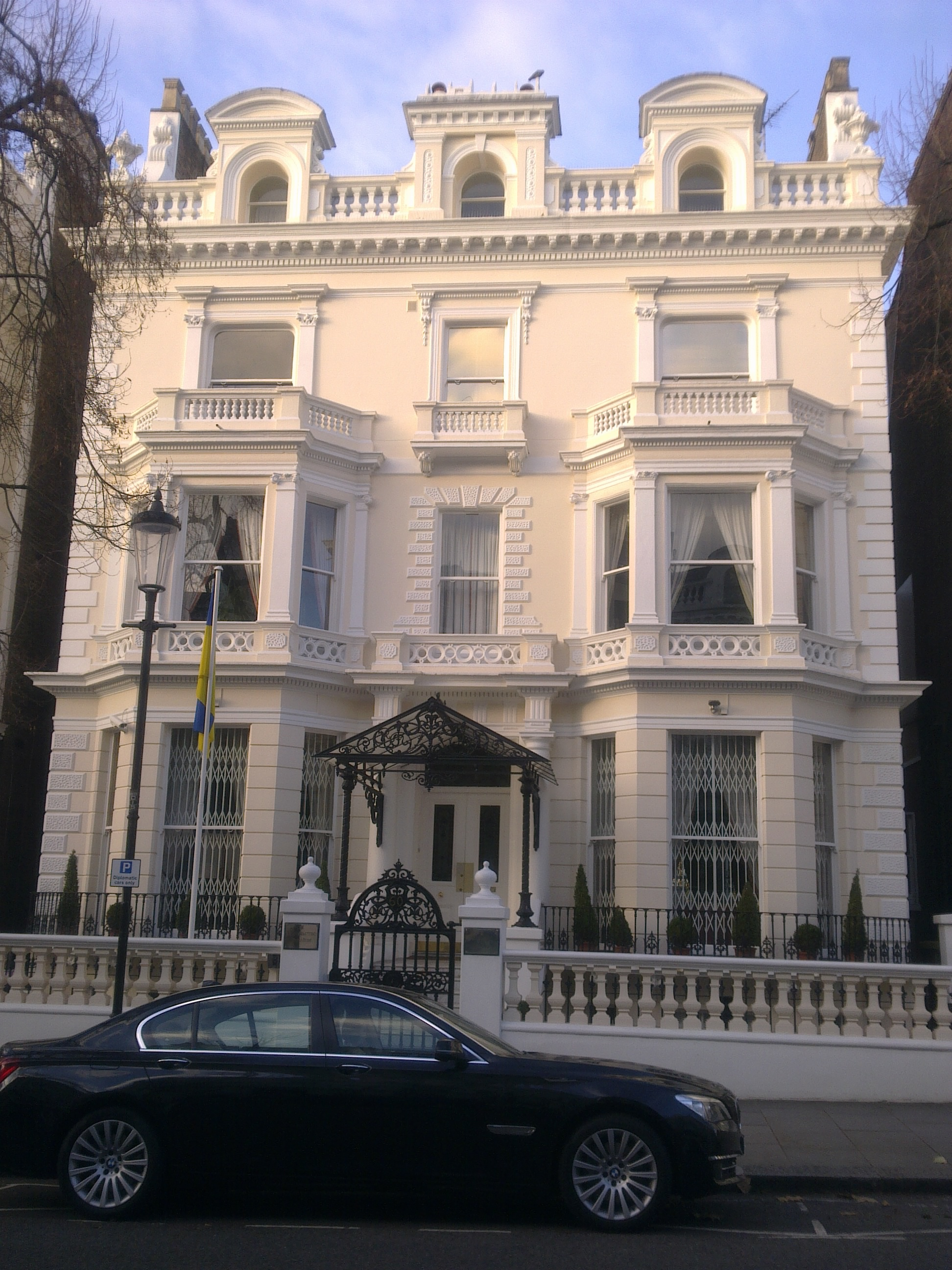
Ambassade à Londres.
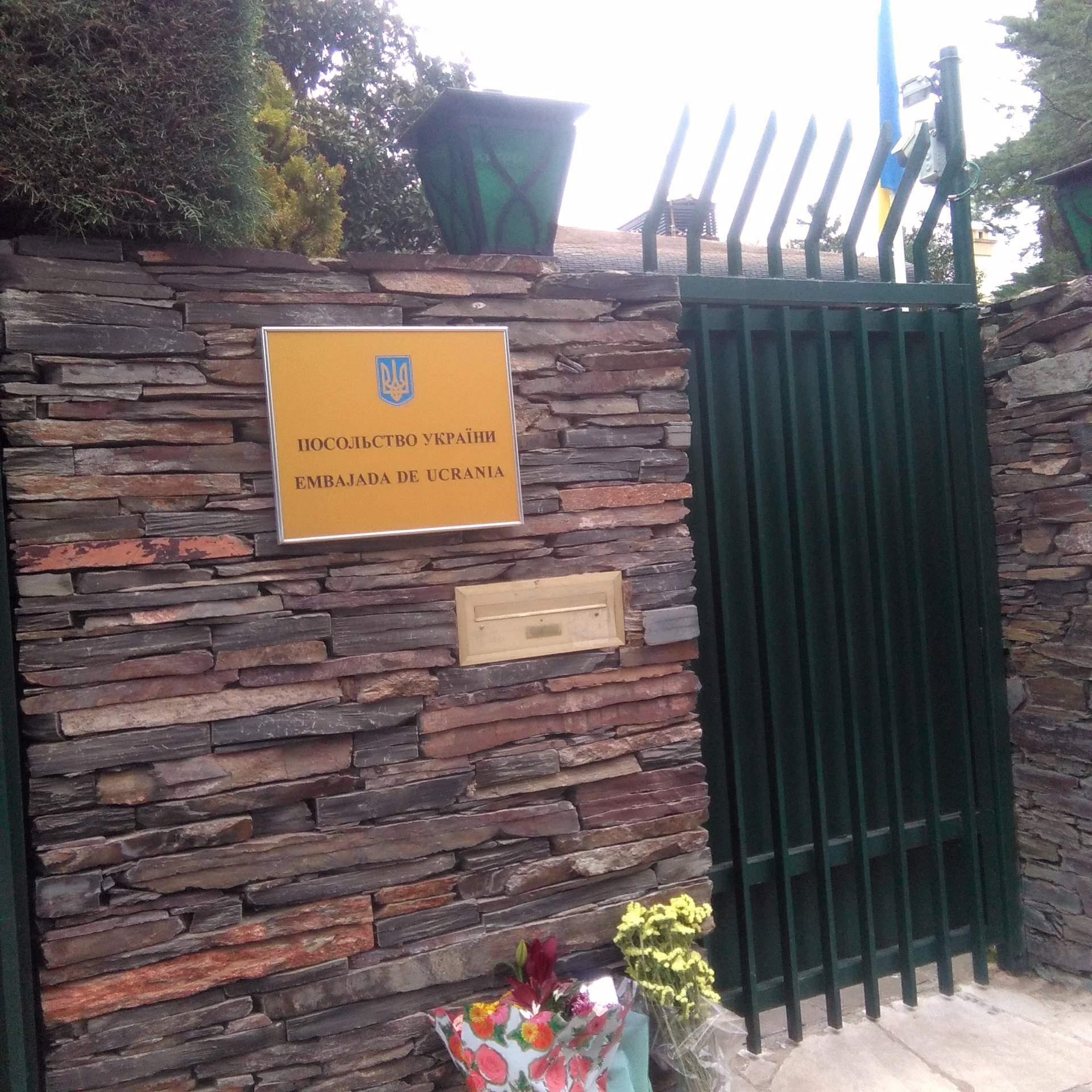
Ambassade à Madrid.
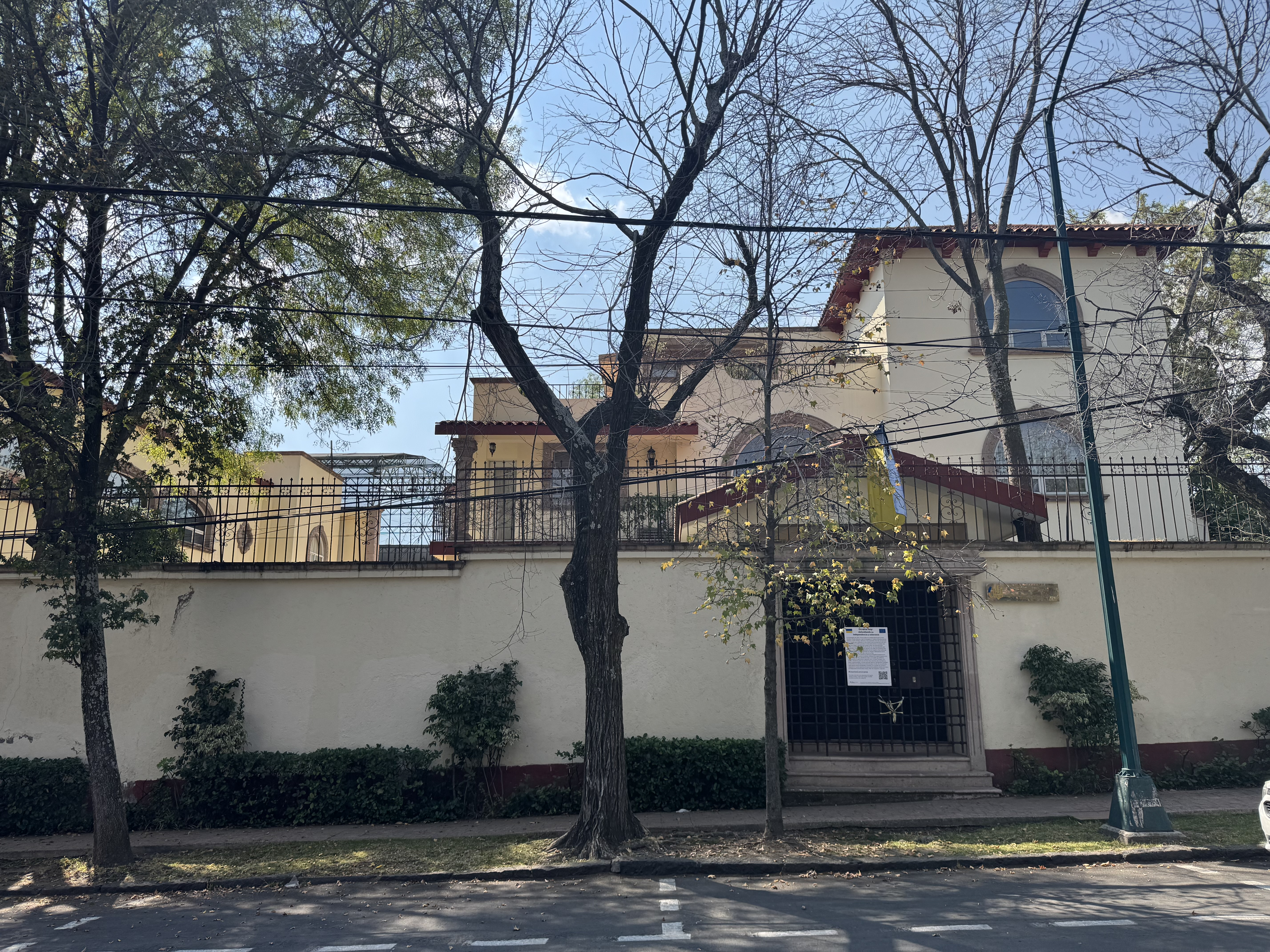
Ambassade à Mexico.
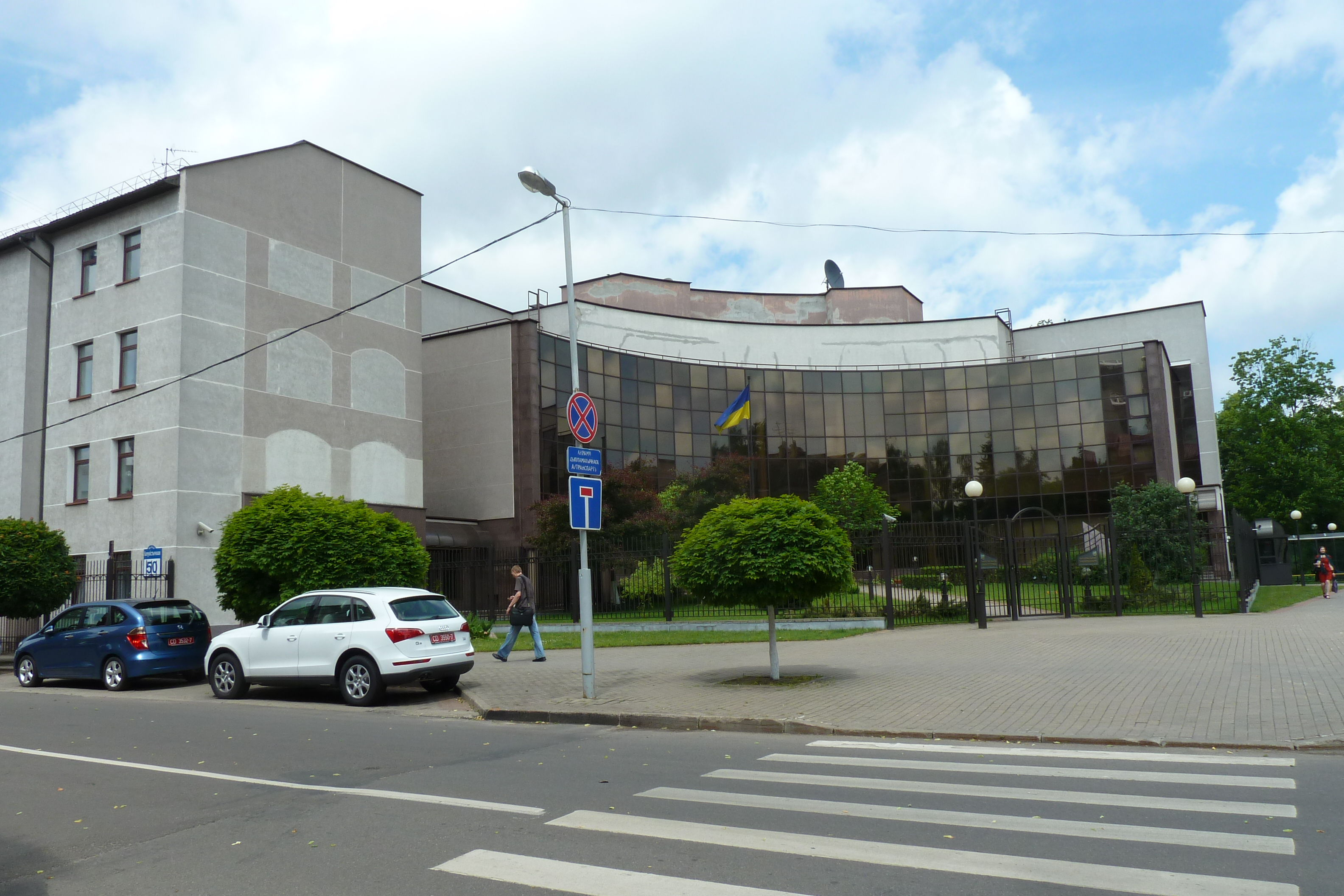
Ambassade à Minsk.
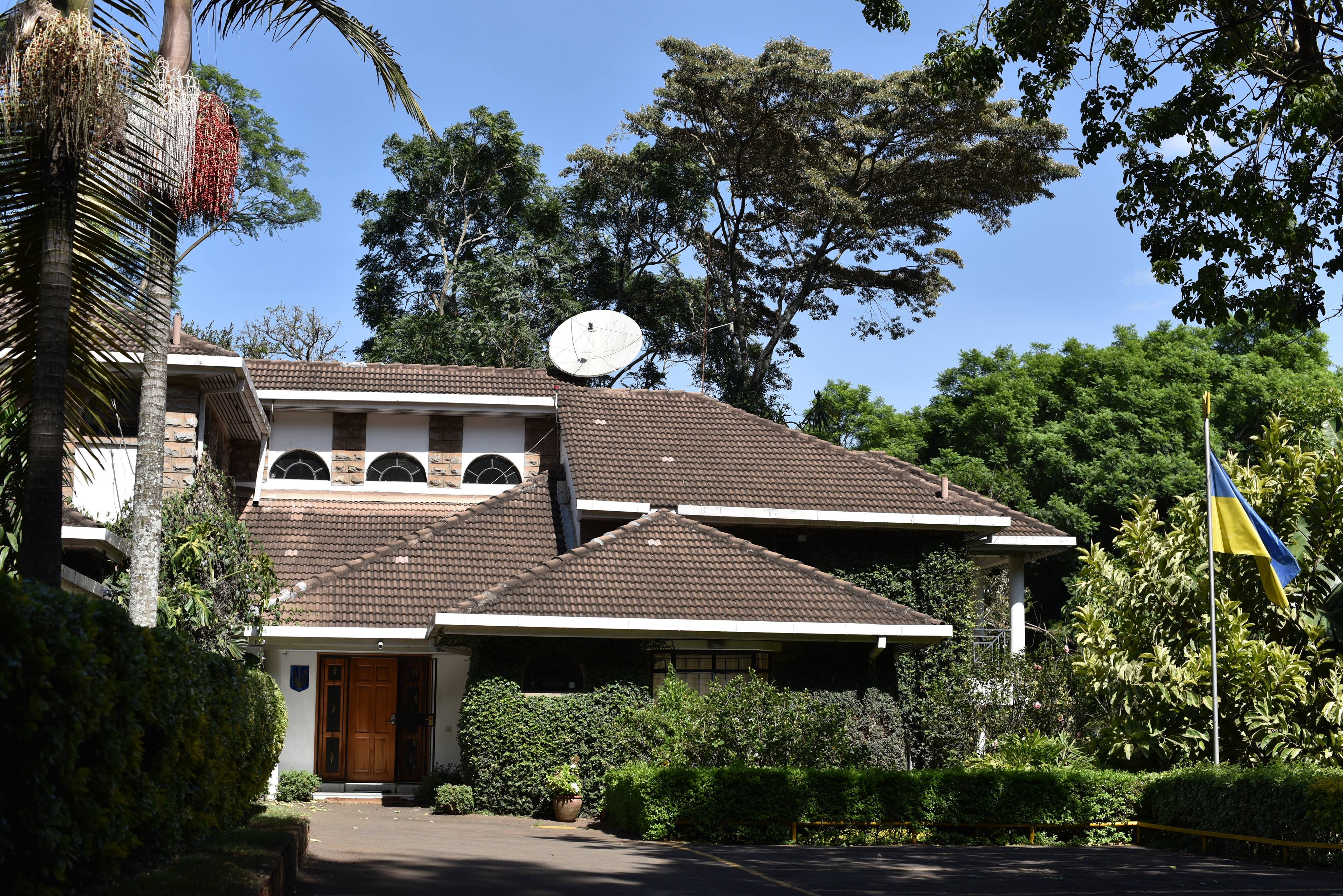
Ambassade à Nairobi.
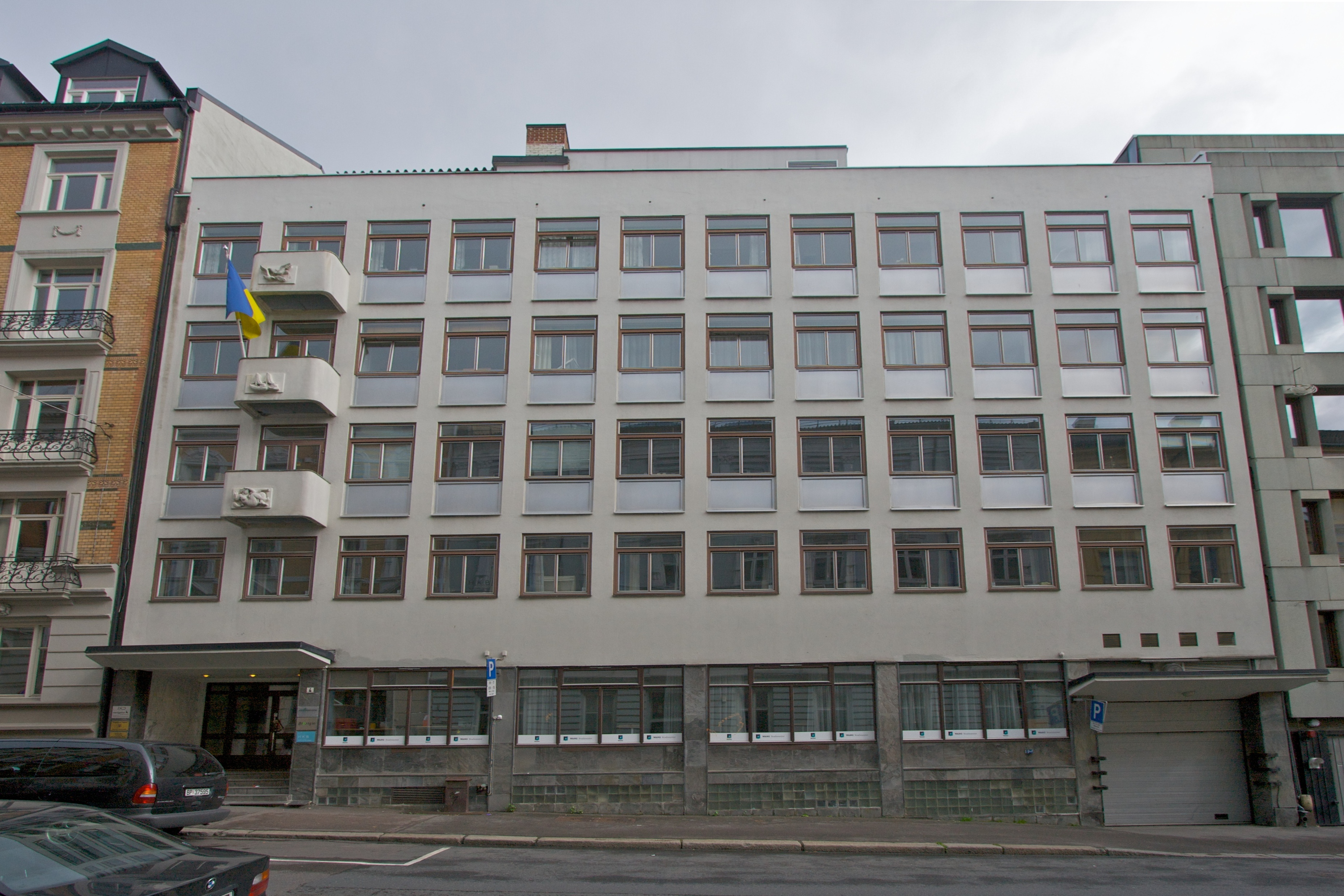
Ambassade à Oslo.
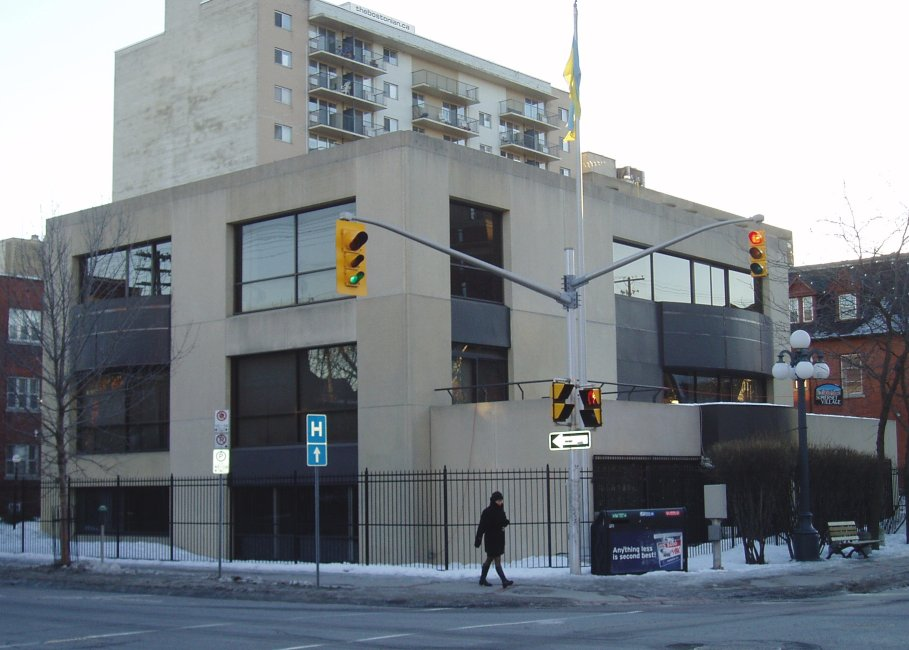
Ambassade à Ottawa.
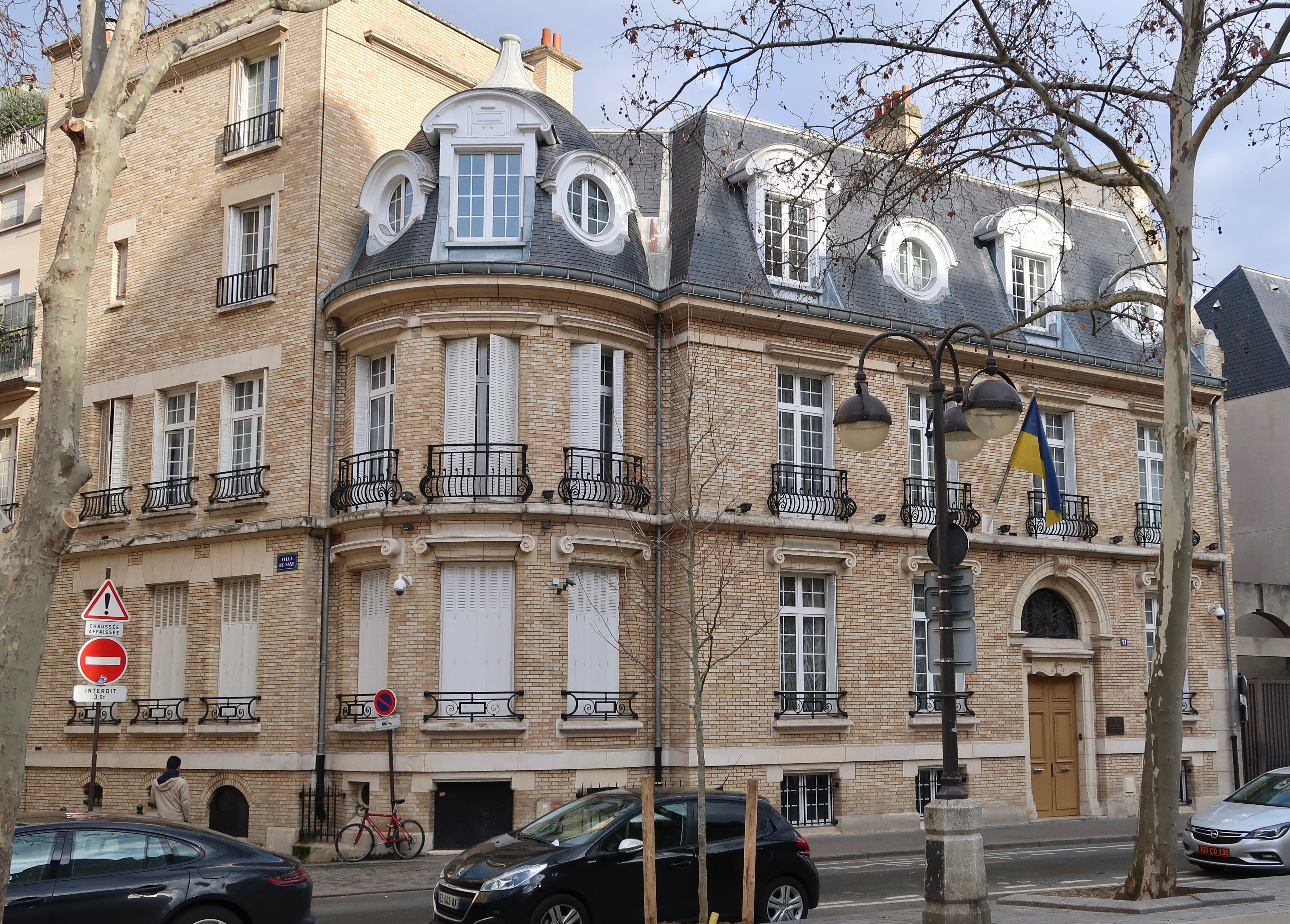
Ambassade à Paris.
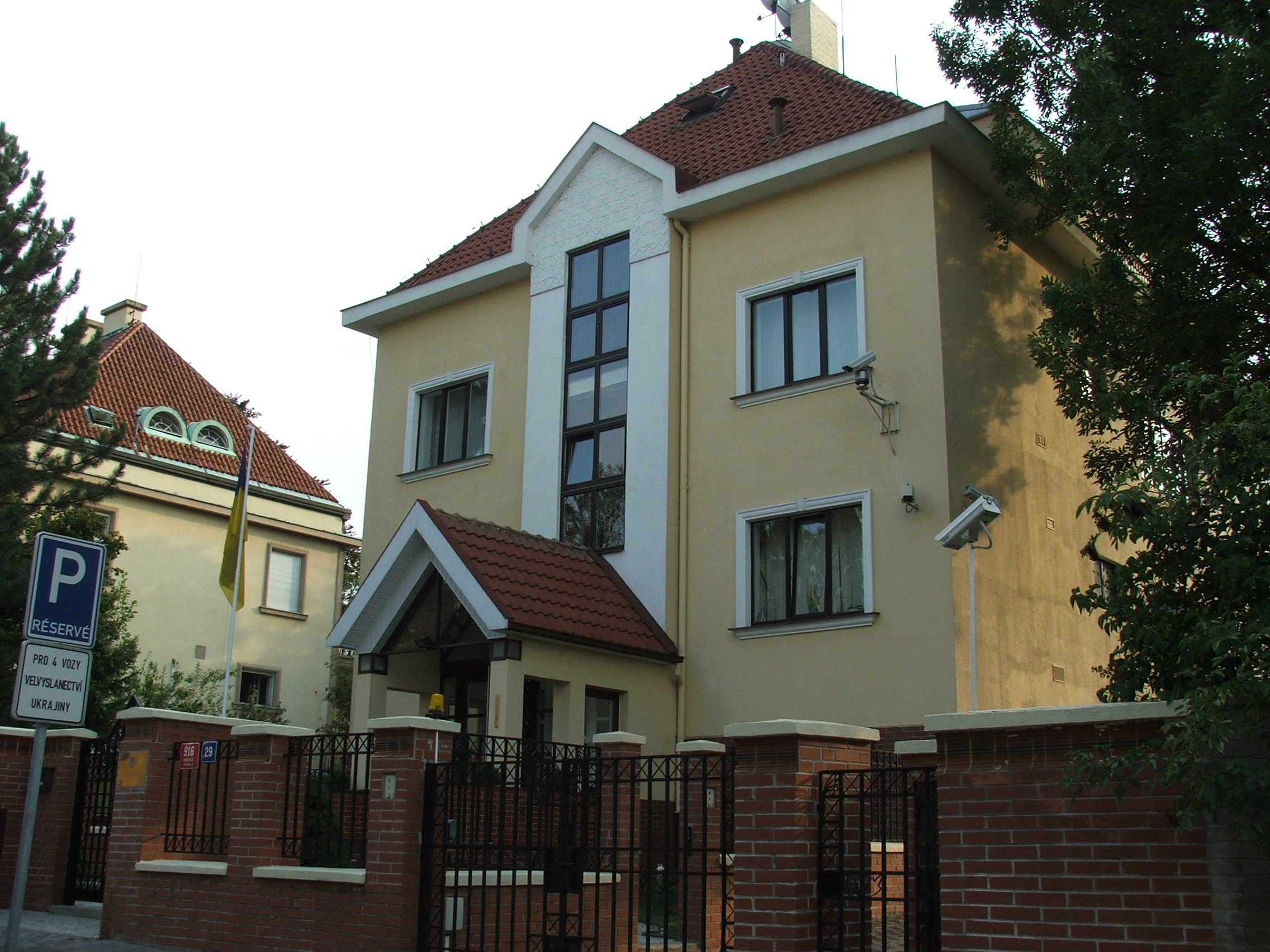
Ambassade à Prague.
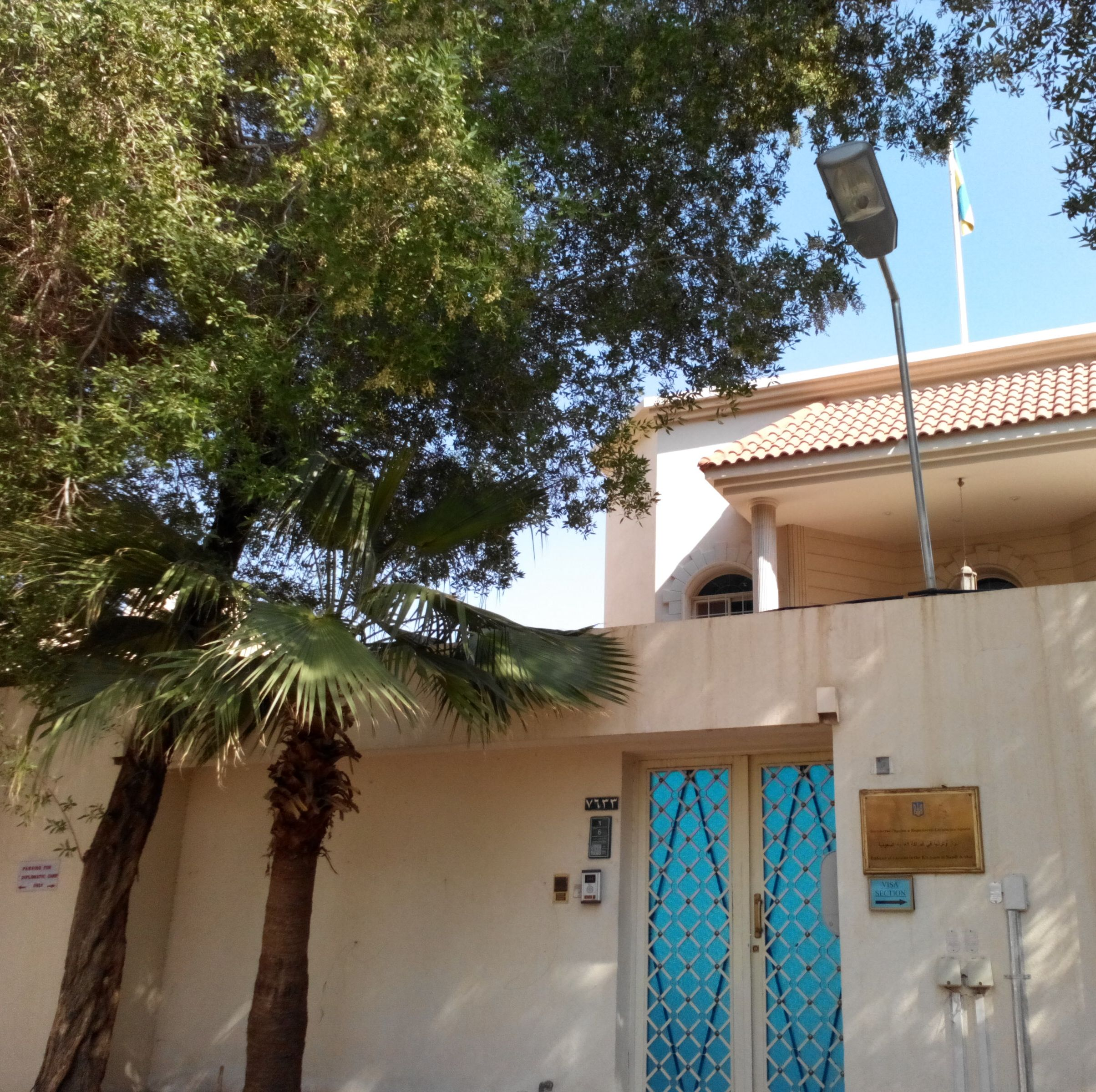
Ambassade à Riyad.
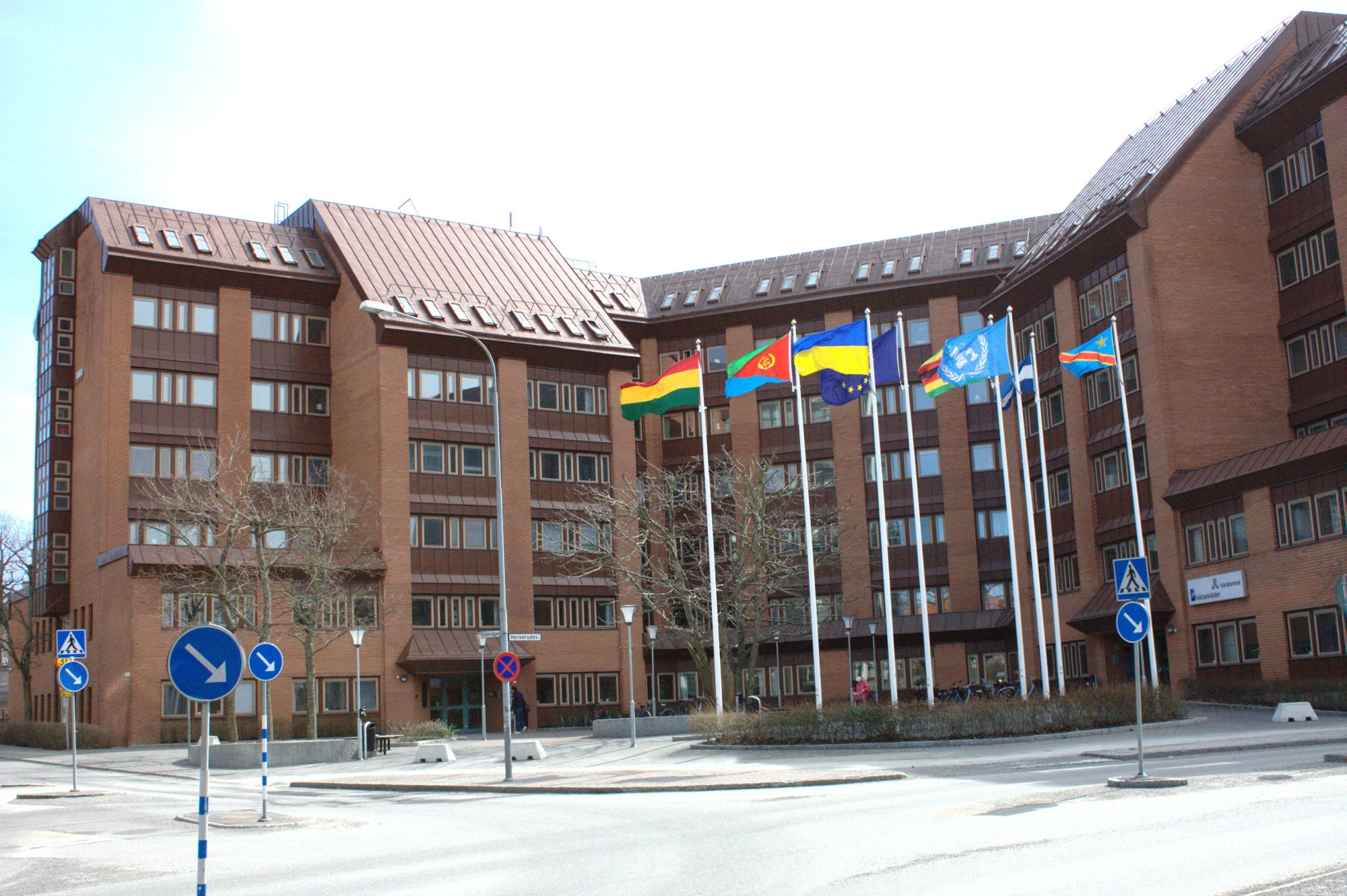
Ambassade à Stockholm.
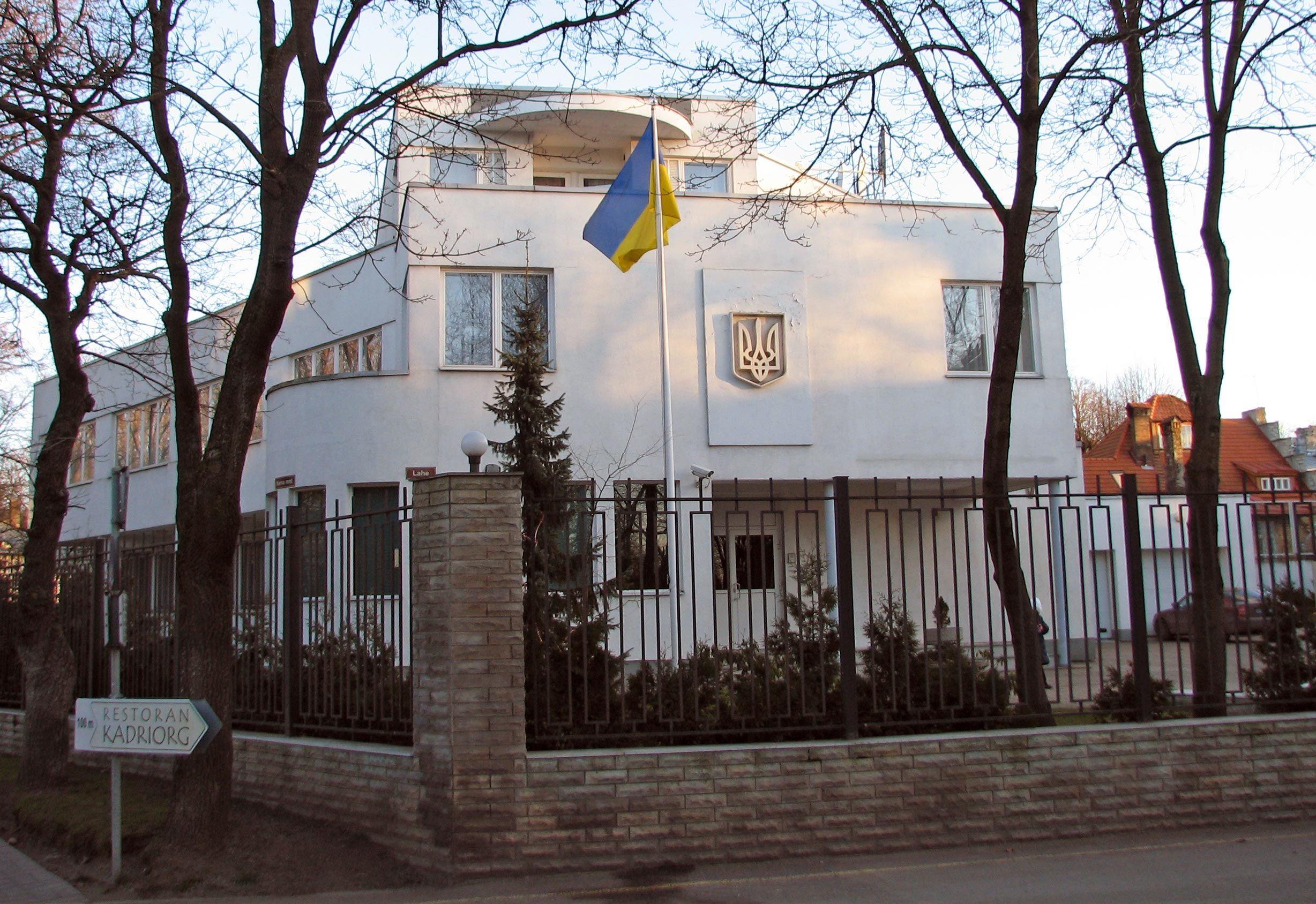
Ambassade à Tallinn.
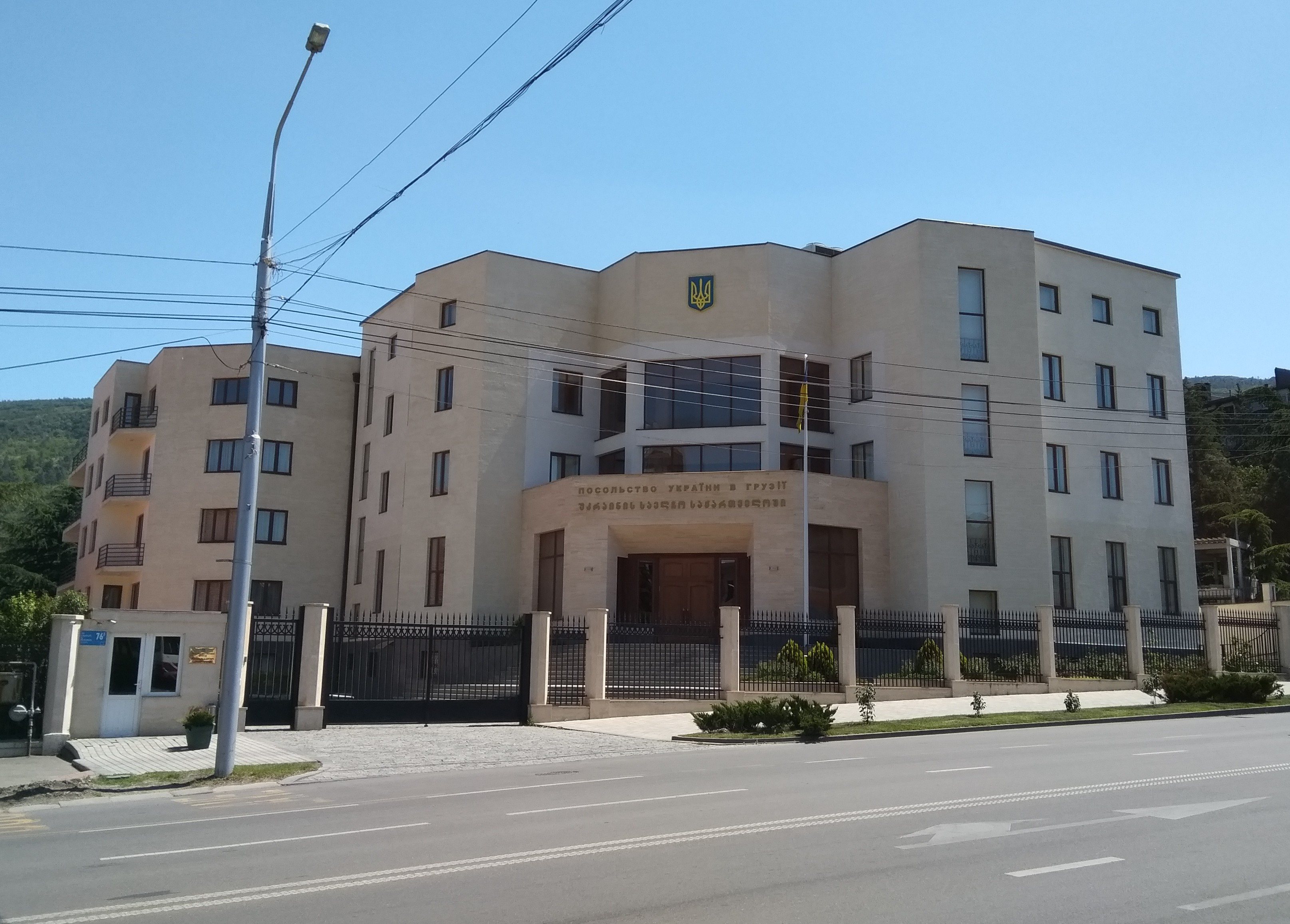
Ambassade à Tbilissi.
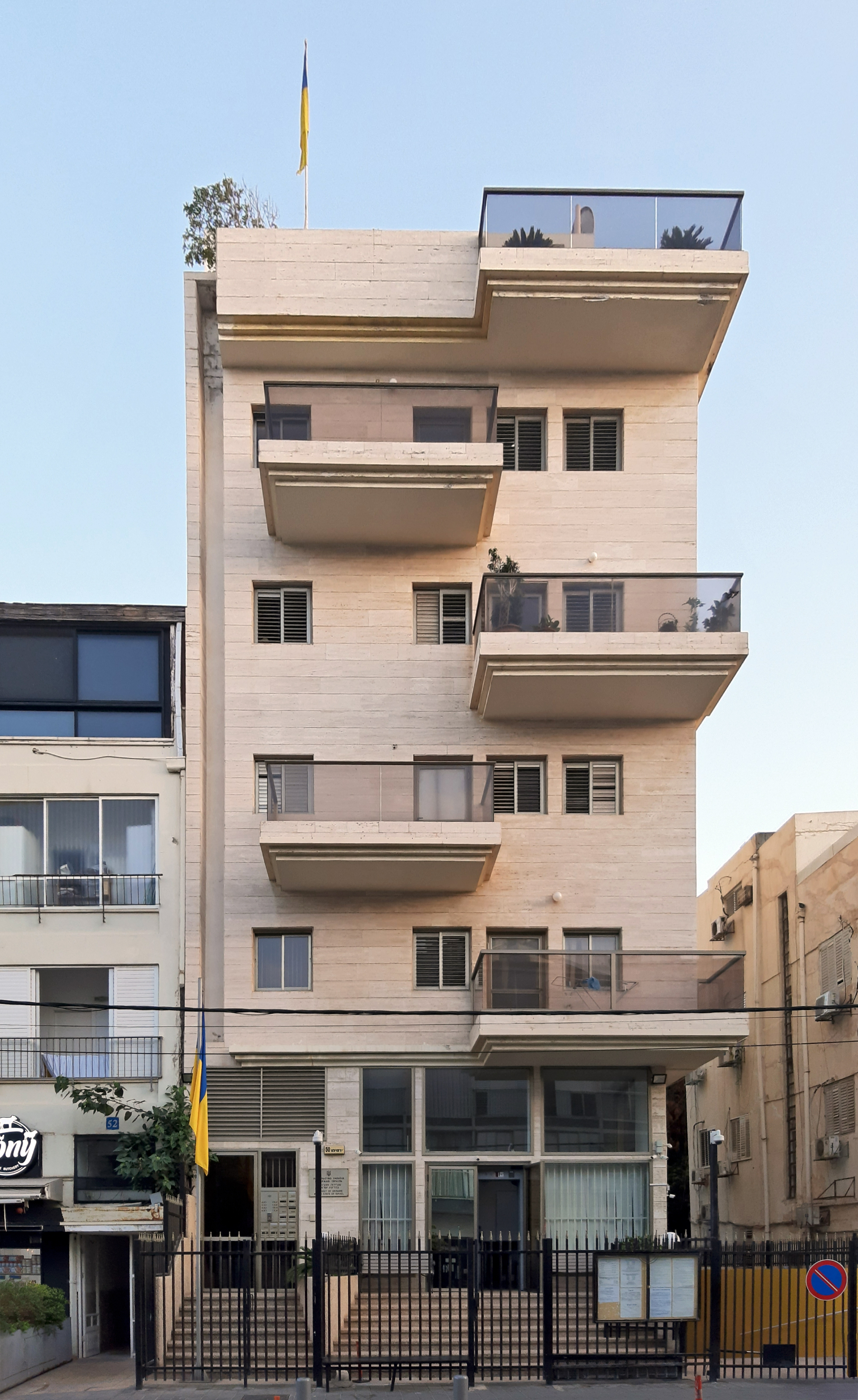
Ambassade à Tel Aviv.
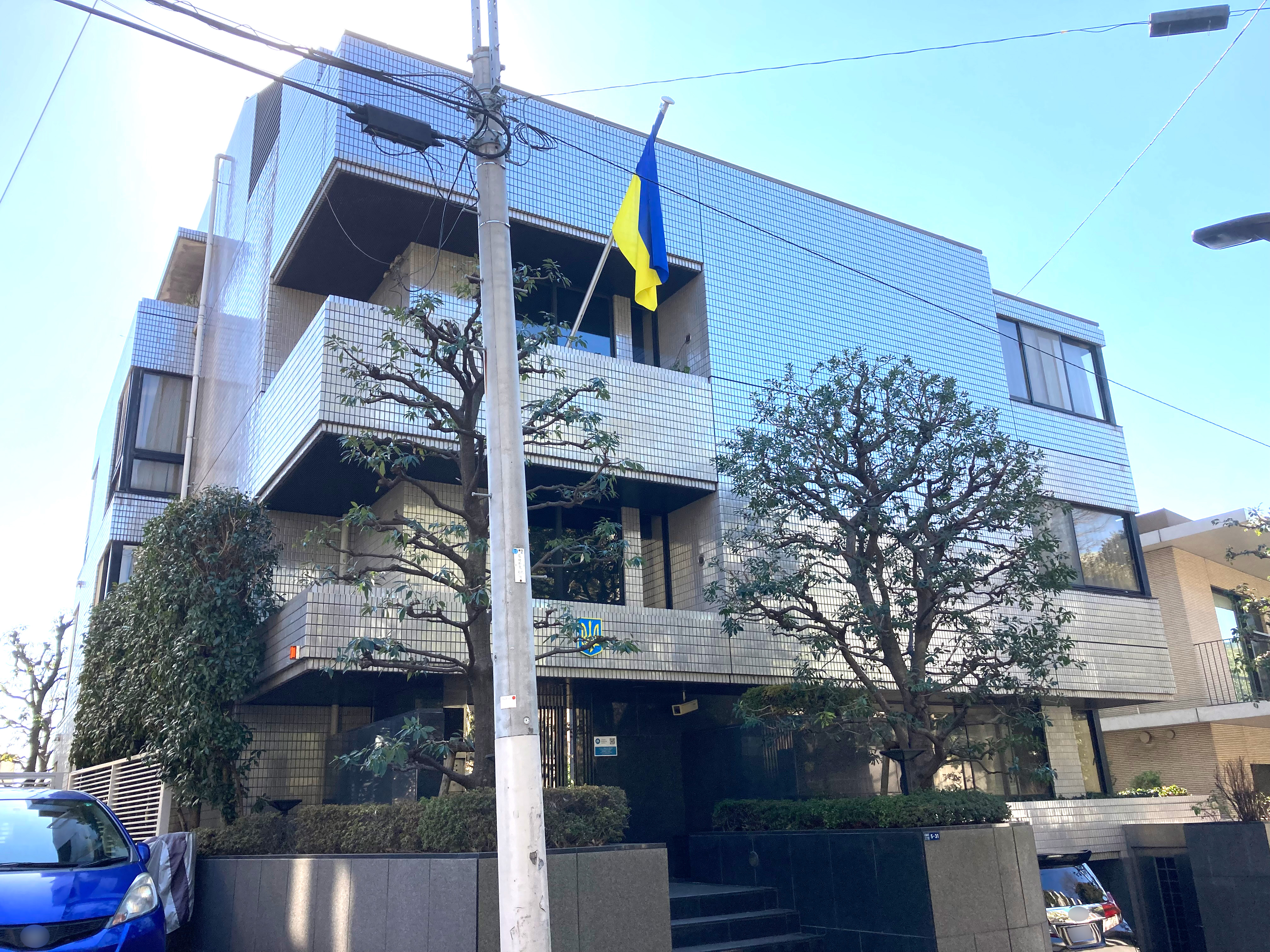
Ambassade à Tokyo.
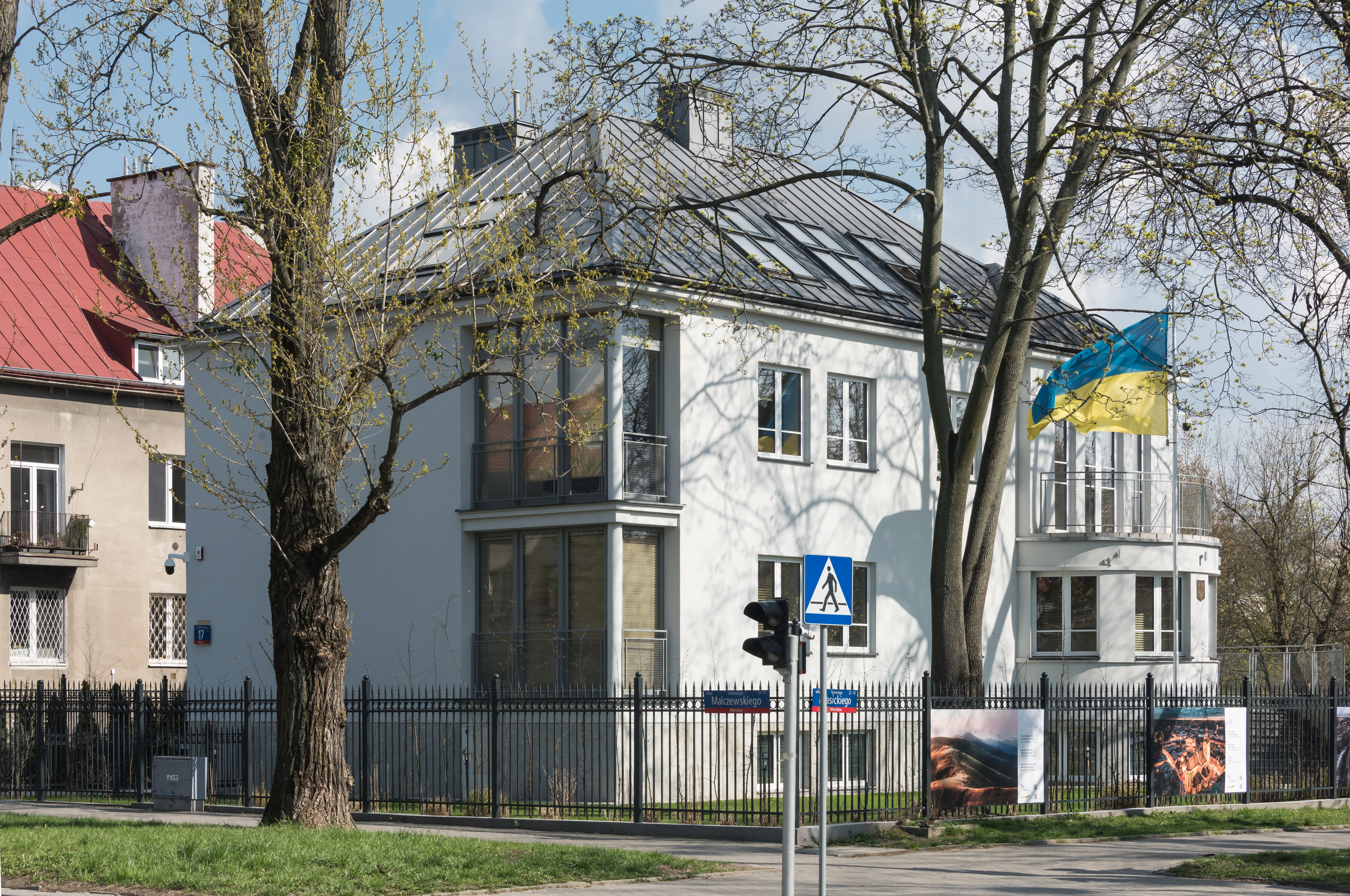
Ambassade à Varsovie.
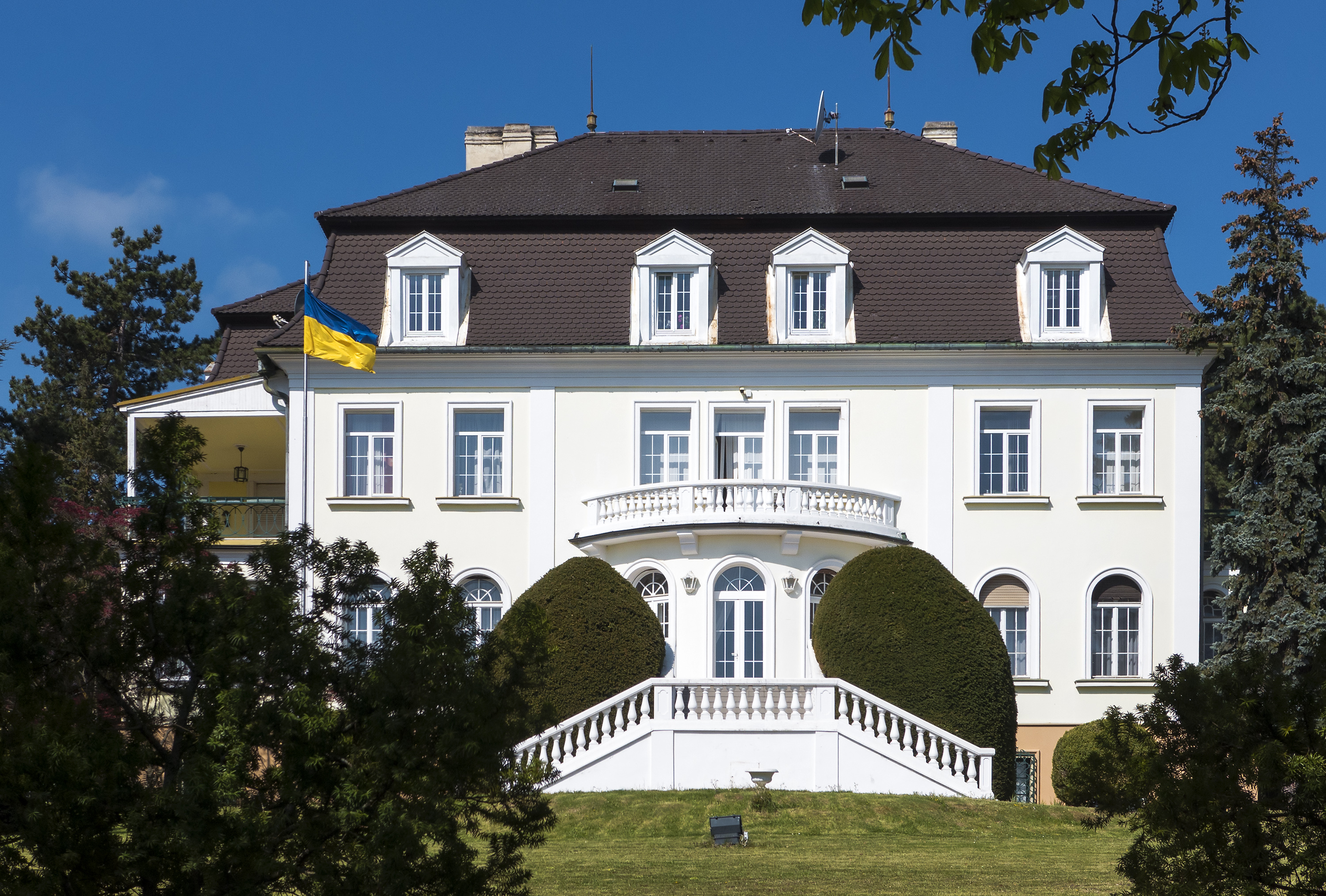
Ambassade à Vienne.
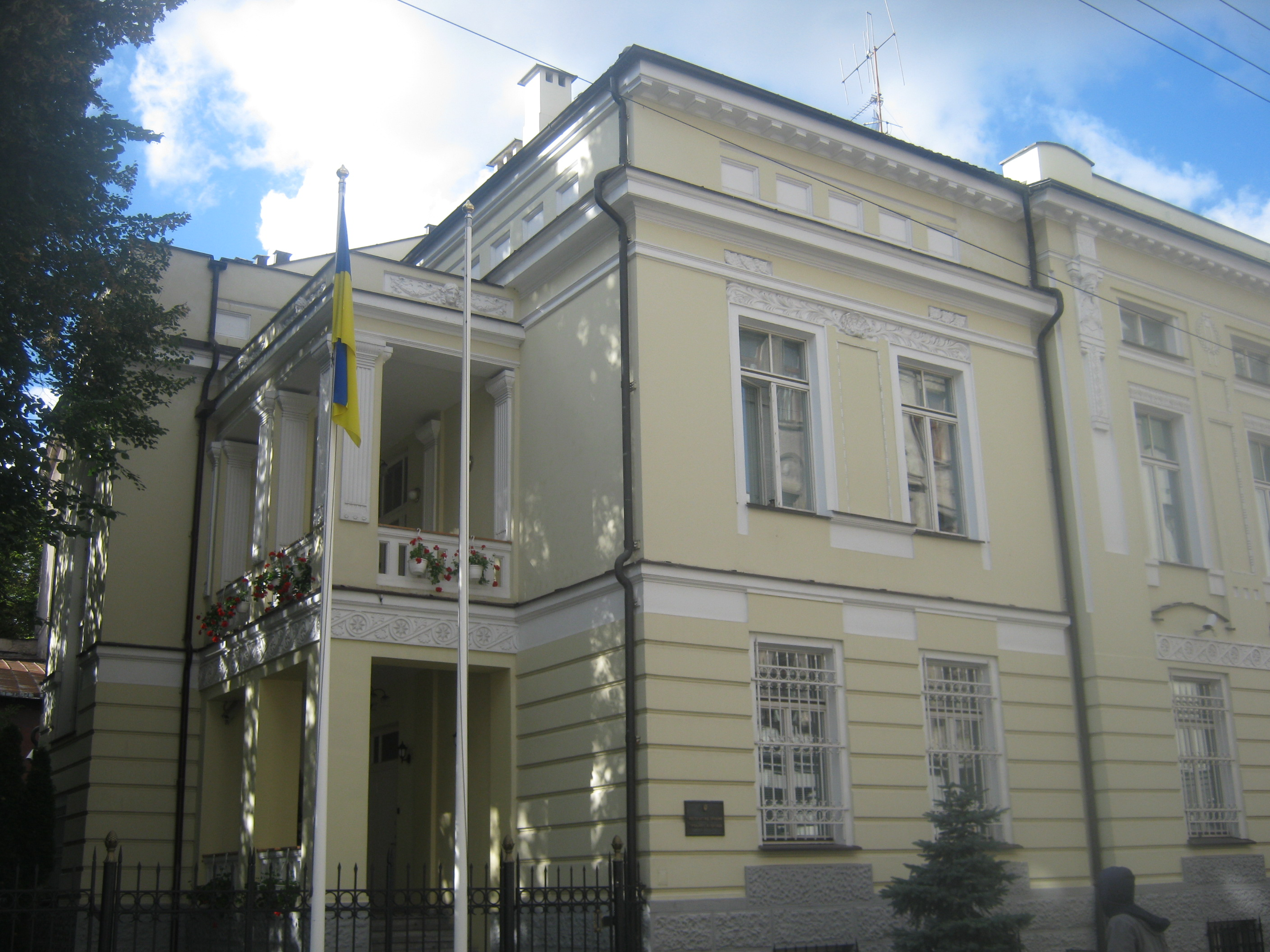
Ambassade à Vilnius.
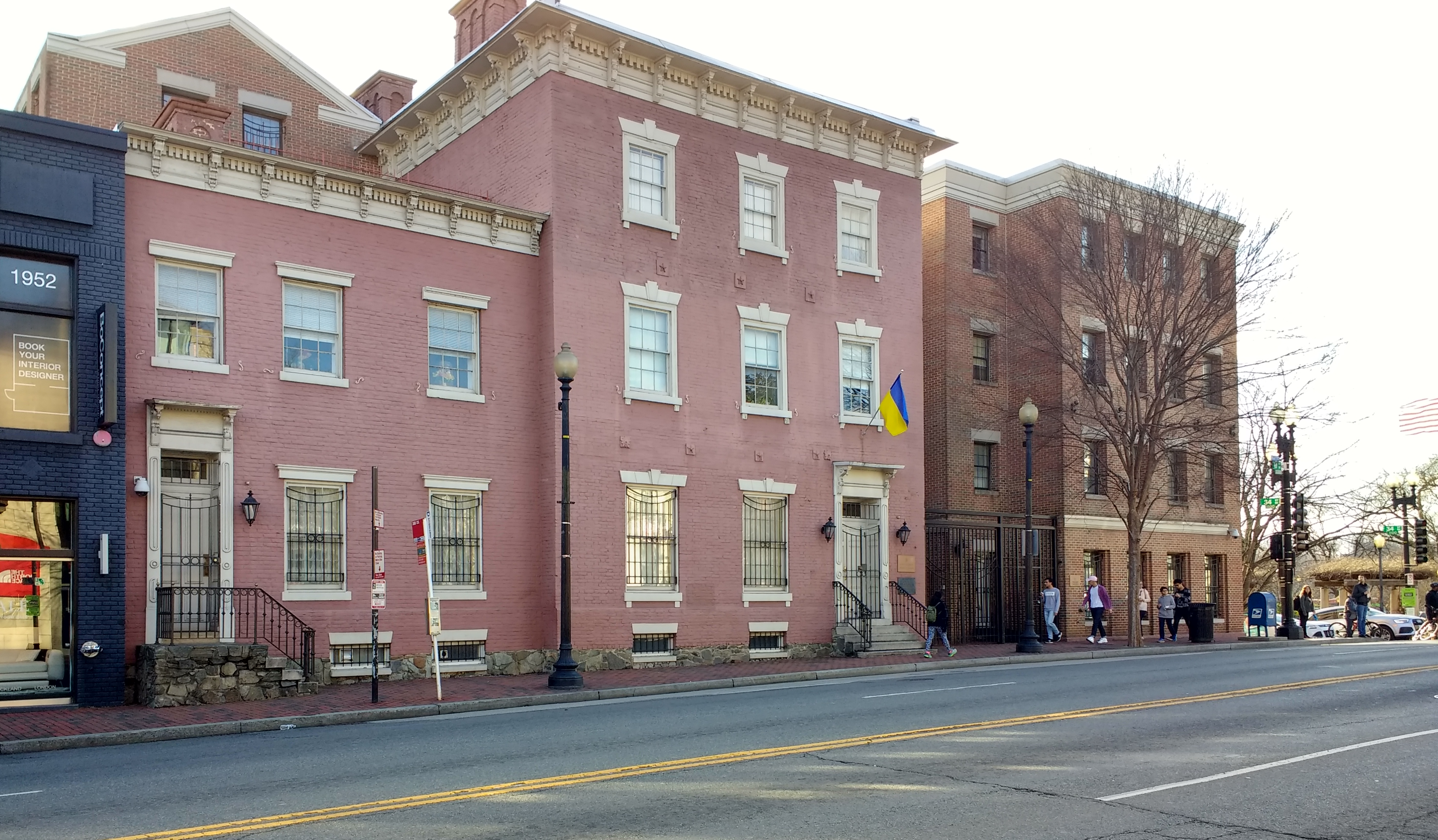
Ambassade à Washington.
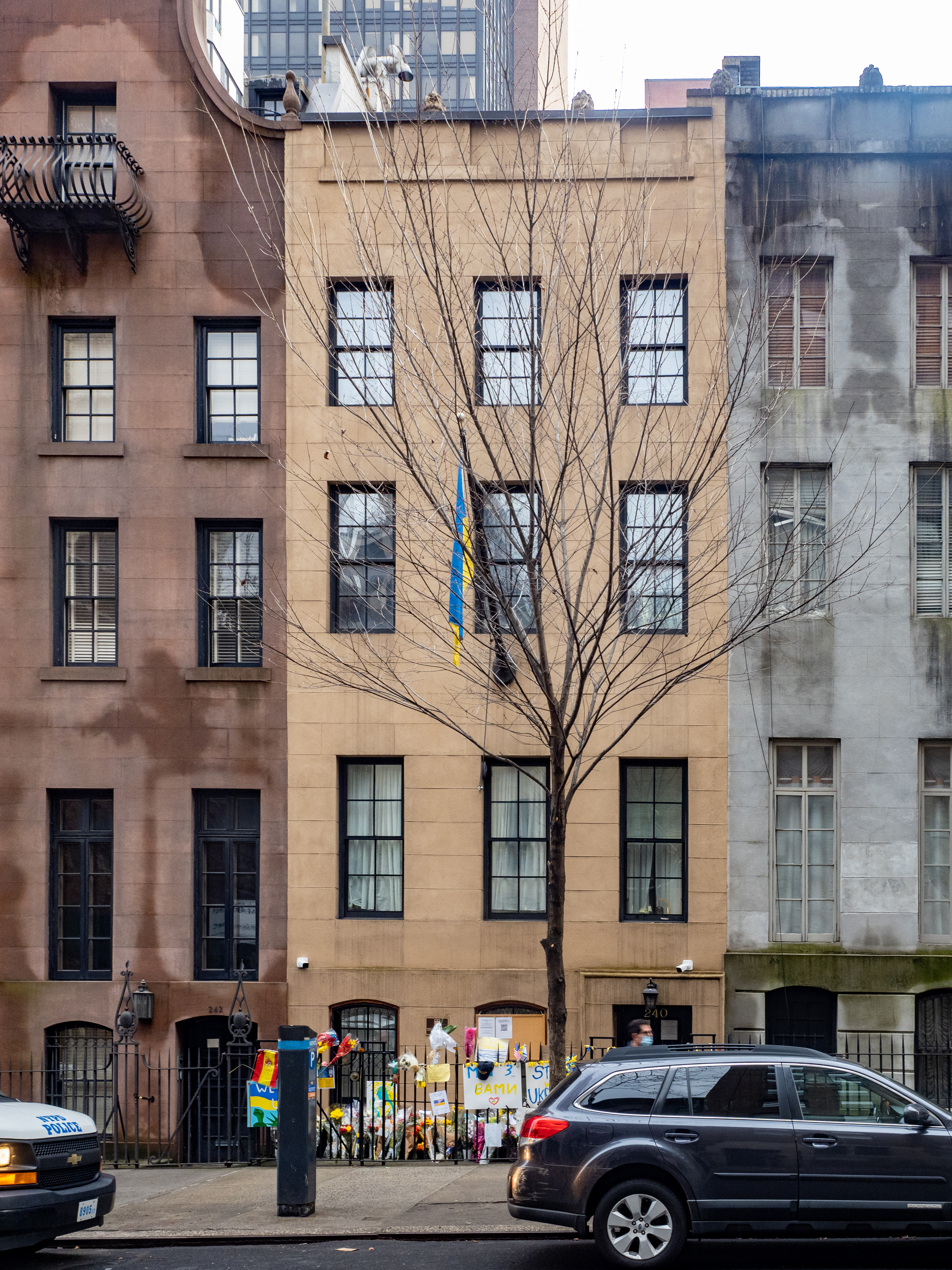
Consulat général à New York.
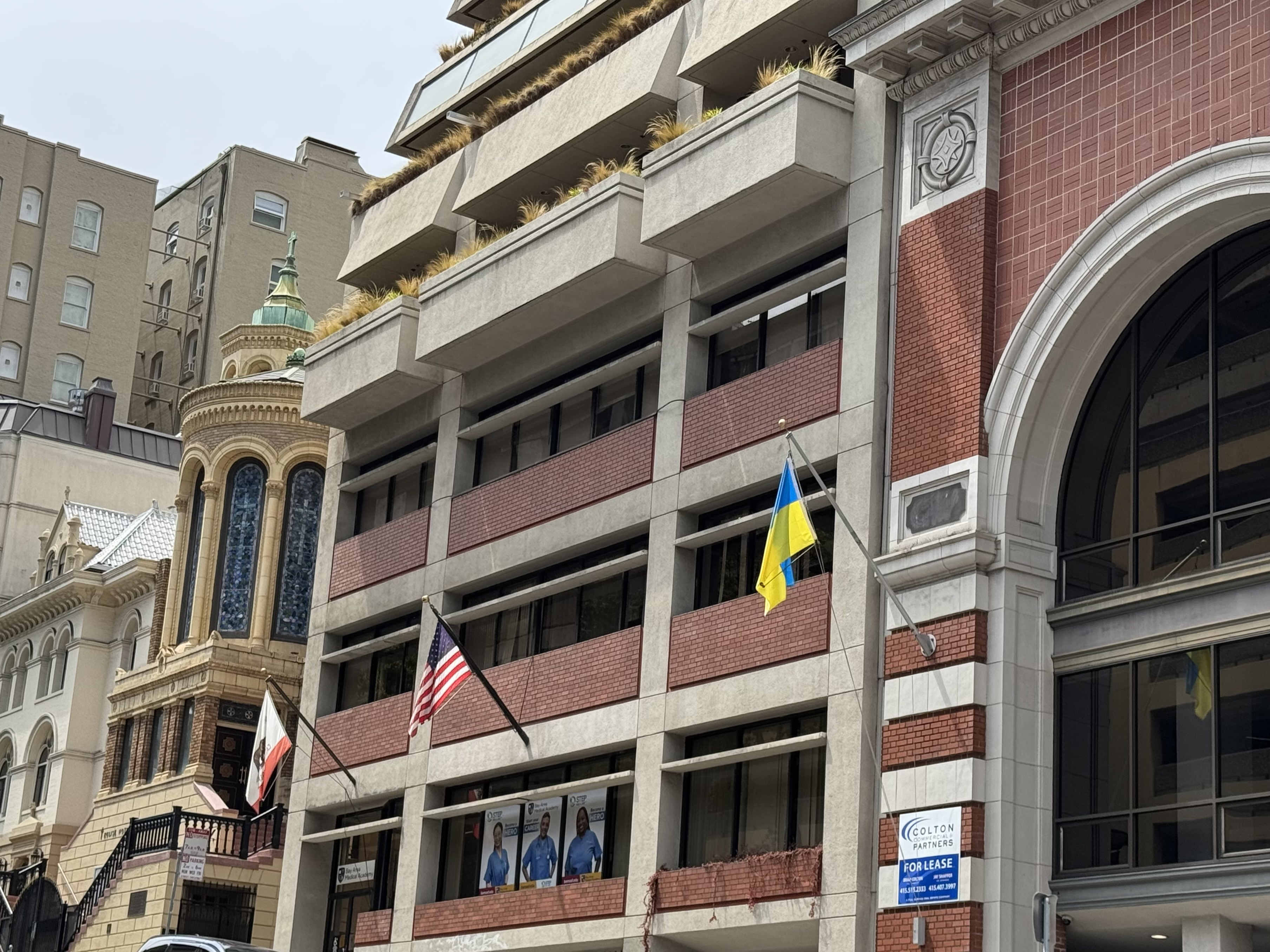
Consulat général à San Francisco.